# Zweeds voetbalelftal (mannen)
Het Zweeds voetbalelftal is een team van voetballers dat Zweden vertegenwoordigt in internationale wedstrijden en competities. Het behaalde goud op de Olympische Zomerspelen van 1948 in Londen.

## Geschiedenis

### Voor de Tweede Wereldoorlog
Zweden speelde zijn eerste internationale wedstrijd op 12 juli 1908 tegen Noorwegen: 11-3. In hetzelfde jaar debuteerde Zweden op de Olympische Spelen en leed tegen Groot-Brittannië de grootste nederlaag in zijn historie: 12-1. Op de Olympische Spelen van 1912 en 1920 werd de ploeg uit Scandinavië steeds uitgeschakeld door Nederland. In 1924 haalde Zweden via titelhouder België (8-1) en Egypte (5-0) de halve finale, waarna met 2-1 werd verloren van Zwitserland. Na een replay veroverde Zweden zijn eerste bronzen medaille in een voetbaltoernooi: Nederland werd met 3-1 verslagen.
In 1934 deed Zweden voor de eerste keer mee aan een WK-toernooi, de nationale selectie plaatste zich voor het eindtoernooi via zeges op Estland en Litouwen. In de eerste ronde speelde de ploeg van bondscoach Bill Pettersson tegen Argentinië in Bologna, finalist van het vorige WK. Twee keer werd er een achterstand goedgemaakt, waarna Kurt Kroon in de 70e minuut het winnende doelpunt maakte. In de kwartfinales leden de Zweden in Milaan een 2-1 nederlaag tegen Duitsland
Zweden kwalificeerde zich ook voor het WK in 1938. In een groep met Duitsland, Estland en Finland was een tweede plaats in de groep genoeg voor het halen van de eindronde ondanks een 5-0 nederlaag tegen Duitsland. In de eerste ronde lootte men tegen het "Wunderteam" van Oostenrijk, maar door de Duitse inname van het land ging deze wedstrijd niet door. In de kwartfinales was men veels te sterk voor Cuba: 8-0 met drie doelpunten van zowel Harry Andersson als Gustav Wetterström. In de halve finale tegen Hongarije in Parijs kwam Zweden al in de eerste minuut op voorsprong via Arne Nyberg, maar leed men uiteindelijk een zware nederlaag: 1-5. Ook de strijd om de derde en vierde plaats ging uiteindelijk verloren: Zweden nam tegen Brazilië een 2-0 voorsprong om uiteindelijk met 4-2 te verliezen.

### 1948–1958: olympische titel en tweede op eigen WK

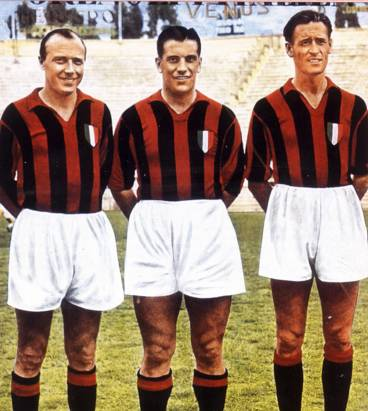
Gre-No-Li

In 1948 bereikte Zweden de olympische titel in Londen. Het haalde de finale via Oostenrijk (3-0), Zuid-Korea (12-0) en Denemarken (4-2). In de finale won Zweden met 3-1 van Joegoslavië dankzij doelpunten van Gunnar Gren, Stjepan Bobek en Gunnar Nordahl. Gren en Nordahl vormden samen met Nils Liedholm een gevreesd aanvalstrio, kortweg Gre-No-Li. Na de olympische Spelen vertrokken zij naar AC Milan. Omdat Zweden alleen amateurs selecteerde voor het nationale team, waren zij niet meer beschikbaar.
Met louter amateurs haalde Zweden het WK in 1950 via Ierland en Finland. In de eerste ronde won het met 3-2 van regerend wereldkampioen Italië, Hasse Jeppson scoorde twee doelpunten. Een gelijkspel tegen Parguay was genoeg om zich te plaatsen voor de finale-poule met Brazilië, Uruguay en Spanje als tegenstanders. De eerste wedstrijd was een enorme deceptie, voor 139.000 toeschouwers in het Maracaña Stadion won Brazilië met 7-1. Na een 3-2 nederlaag tegen Uruguay haalde Zweden de derde plaats door met 3-1 van Spanje te winnen. Topscorers van dit Zweedse team waren Karl-Erik Palmér en Stig Sundqvist met drie doelpunten.
In 1952 haalde het Zweedse team een derde plaats op de Olympische Spelen in Helsinki. In de halve finale was Zweden kansloos tegen Hongarije, bijgenaamd de Magische Magyaren (6-0). De strijd om het brons werd met 2-0 van Duitsland gewonnen door doelpunten van Ingvar Rydell en Gosta Lofgren. Voor het WK in 1954 werden alleen profs uit eigen land geselecteerd, het verloor twee keer van België en met vier punten achterstand moest Zweden thuisblijven.

#### WK 1958

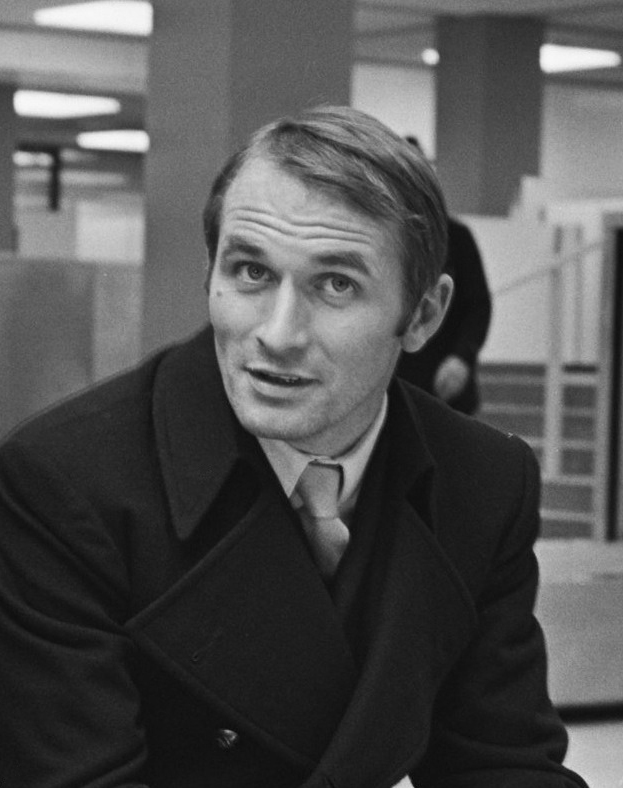
Kurt Hamrin

Het WK in 1958 werd in eigen land georganiseerd, nu werden de buitenlandse spelers wel geselecteerd en konden Gunnar Gren, Gunnar Nordahl en Nils Liedholm eindelijk hun debuut op het hoogste podium maken. Zweden had weinig problemen de eerste ronde te overleven via overwinningen op Mexico (3-0) en Hongarije (2-1) en een gelijkspel tegen Wales. In de kwartfinale werd olympisch kampioen de Sovjet-Unie met 2-0 verslagen door doelpunten in de tweede helft van Kurt Hamrin en Agne Simonsson. De halve finale tegen regerend kampioen Duitsland werd een ware slijtage-slag, in een harde wedstrijd moesten de Duitsers met negen man verder door een rode kaart van Erich Juskowiak en een blessure van Fritz Walter. In de slotfase trokken de Zweden de wedstrijd naar zich toe door doelpunten van Gunnar Gren en Kurt Hamrin. In de finale tegen Brazilië nam Zweden een 1-0 voorsprong door een doelpunt van Nils Liedholm, maar de extra klasse van met name Garrincha en Pelé was het land te machtig: 2-5. Het was het beste resultaat van Zweden op een Wereldkampioenschap tot dusverre. Hamrin en Simonsson waren topscorers van dit team met vier doelpunten.

### 1958–1968: Geen internationale toernooien

#### WK 1962
Na dit succes waren de Italiaanse sterren op leeftijd en namen afscheid van het team, een nieuwe generatie stond niet op. Zweden schreef zich niet in voor het eerste EK. Voor het WK in 1962 speelde de ploeg tegen België en Zwitserland, het won beide wedstrijden van België en de thuiswedstrijd tegen Zwitserland leverde een ruime overwinning op: 4-0. De return werd in de slotfase verloren, het doelsaldo van de Zweden was beter, maar was niet doorslaggevend voor plaatsing. In een beslissingswedstrijd in West-Berlijn werd na rust een 0-1 voorsprong weggegeven: 2-1 voor Zwitserland.

#### EK 1964
Voor het EK in 1964 konden maar vier teams zich plaatsen voor de eindronde, via drie barrage-wedstrijden kon het toernooi gehaald worden. In de eerste ronde won Zweden van Noorwegen (0-2 uit, 1-1 thuis). In de tweede ronde leverde Zweden een knappe prestatie door te winnen van de finalist van het vorige EK, Joegoslavië. Na een doelpuntloos gelijkspel in Belgrado werd er in Malmö met 3-2 gewonnen, de later voor Feyenoord spelende Harry Bild scoorde het winnende doelpunt. In de beslissende ronde was de andere finalist van 1960, de Sovjet-Unie de tegenstander. Na een 1-1 gelijkspel in Solna werd de ploeg voor 99.000 toeschouwers uitgeschakeld in Moskou: 3-1.

#### WK 1966
In de voorronde van het WK in 1966 waren West-Duitsland en Cyprus de tegenstanders, de twee wedstrijden tegen de Duitsers waren beslissend. In West-Berlijn scoorde Kurt Harmrin vlak voor tijd de gelijkmaker: 1-1. In de return nam Zweden een 1-0 voorsprong via Torbjörn Jonsson, maar Werner Krämer maakte vlak voor rust de gelijkmaker. In de tweede helft nam Duitsland de leiding via Uwe Seeler en Zweden kon zich niet meer kwalificeren, Duitsland zou later de finale van dat WK halen.

#### EK 1968
In de voorronde voor het EK in 1968 had Zweden een goede start door met 1-2 de uitwedstrijd van de nummer drie van het laatste WK te winnen, Portugal werd met 1-2 verslagen. De later voor Ajax voetballende Inge Danielsson scoorde beide doelpunten. Een thuisnederlaag tegen Bulgarije en een 3-1 nederlaag tegen Noorwegen maakte Zweden kansloos en met een ruime achterstand op Bulgarije (vijf punten) was de ploeg uitgeschakeld.

### 1968–1980: Drie WK's op een rij

#### WK 1970

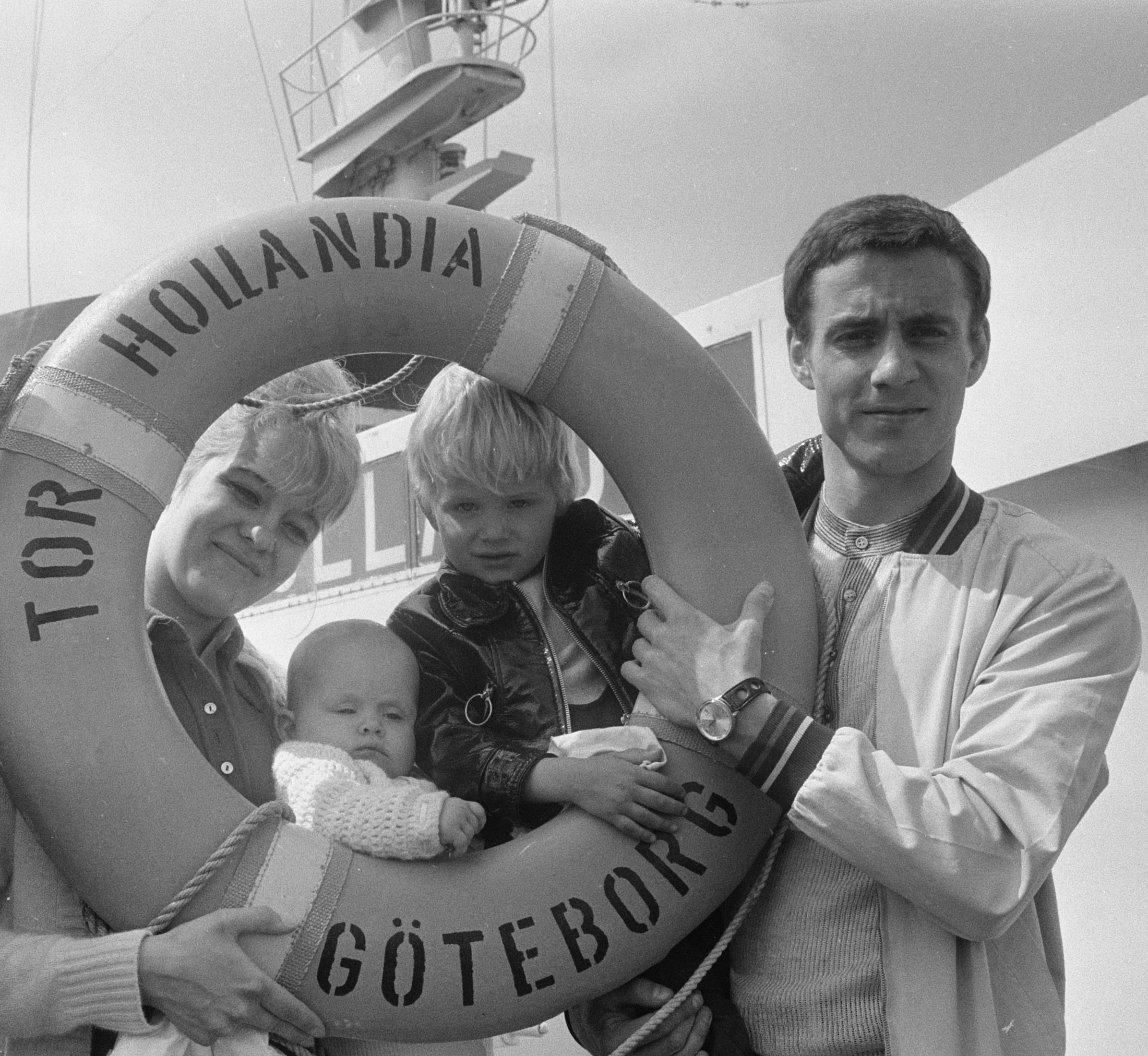
Ove Kindvall met zijn gezin in 1970

In de voorronde van het WK in 1970 had Zweden een goede uitgangspositie door tweemaal te winnen van Noorwegen, concurrent Frankrijk verloor thuis met 0-1 van de Noren. In de beslissende wedstrijd scoorde de bij Feyenoord spelende Ove Kindvall tweemaal tegen de Fransen en plaatste Zweden zich voor de eerste keer sinds 1958 voor het WK. Kindvall zou later dat seizoen historie schrijven door het winnende doelpunt te scoren in de Europa Cup Finale van Feyenoord tegen Celtic. Op het WK voetbal in Mexico begon Zweden met een 1-0 nederlaag tegen Italië. In een wedstrijd die bol stond van overtredingen kwam Zweden niet verder dan een 1-1 gelijkspel tegen Israël. In de laatste groepswedstrijd tegen Uruguay moest men met twee goals verschil winnen om de kwartfinales te halen. In Puebla scoorde Ove Grahn pas in de laatste minuut het winnende doelpunt en kon Zweden terug naar huis.

#### EK 1972
Voor het EK van 1972 was Zweden ingedeeld in een groep met Italië, Oostenrijk en Ierland. Met zes punten uit vier wedstrijden was Zweden nog kansrijk, maar de uitwedstrijden tegen Oostenrijk en Italië gingen verloren. Met vier punten achterstand op Italië en één op Oostenrijk eindigde Zweden op de derde plaats.

#### WK 1974

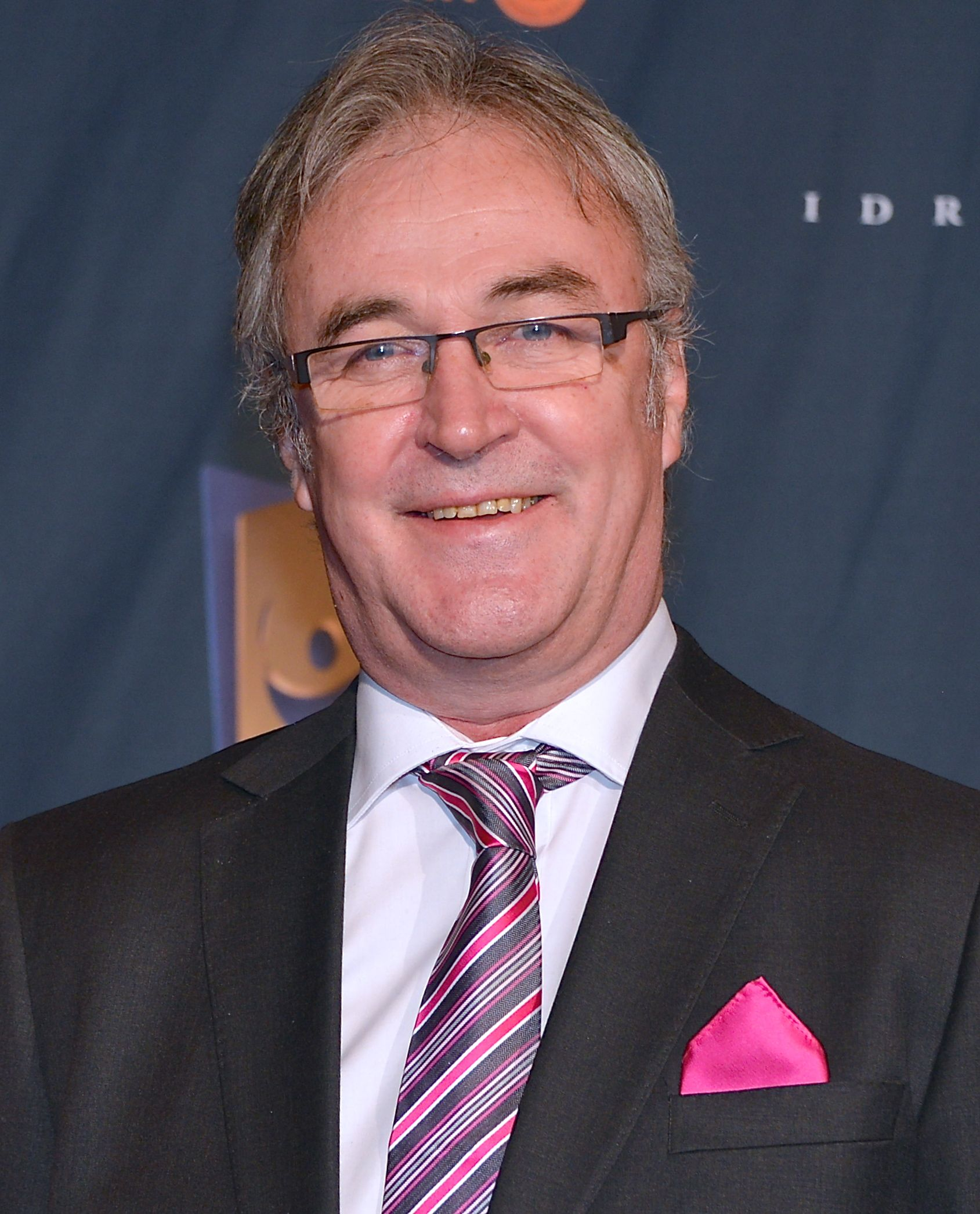
Ralf Edström

Voor de kwalificatie van het WK in 1974 was Zweden in een spannende strijd verwikkeld met Oostenrijk en Hongarije, de wedstrijden tegen Malta zouden beslissend zijn voor het doelsaldo. Voor de vijfde wedstrijd tegen Hongarije had de ploeg vijf punten uit vier wedstrijden. In een doelpuntrijke wedstrijd scoorde de later voor PSV spelende Ralf Edström de gelijkmaker: 3-3. Hongarije was nu uitgeschakeld en Zweden moest met twee doelpunten verschil winnen van Malta om Oostenrijk op doelsaldo voor te blijven. In Valletta kwam de ploeg niet verder dan een 1-2 overwinning en was een beslissingswedstrijd in Gelsenkirchen nodig tegen Oostenrijk. Zweden won met 2-1 door doelpunten van Larsson en Sandberg. Op het WK in West-Duitsland startte Zweden met twee doelpuntloze gelijke spelen tegen Bulgarije en Nederland. In de tweede helft tegen Uruguay sloeg Zweden toe: 3-0 en zonder tegendoelpunten haalde Zweden de tweede ronde. In de tweede ronde begon Zweden met een 1-0 nederlaag tegen Polen mede door een gestopte strafschop. In de wedstrijd tegen het gastland streed Zweden voor de laatste kans, een kwartier voor tijd was de stand nog 2-2, maar door doelpunten van de Duitse invallers Jürgen Grabowski en Uli Hoeneß trok Duitsland de wedstrijd naar zich toe. Zweden eindigde het WK met een 2-1 zege op Joegoslavië, Ralf Edström was topscorer van de ploeg met vier doelpunten.

#### EK 1976
Kwalificatie voor het EK in 1976 was al snel een verloren zaak, de eerste twee thuiswedstrijden gingen allebei verloren, 0-2 tegen Noord-Ierland en 1-2 tegen Joegoslavië. De volgende drie wedstrijden werden gewonnen, maar na een 3-0 nederlaag tegen Joegoslavië was de ploeg definitief uitgeschakeld.

#### WK 1978
Zweden had rond 1976 een verouderde ploeg, maar had weinig problemen zich te plaatsen voor het WK in 1978, Zwitserland en Noorwegen boden weinig tegenstand. Tijdens de eerste wedstrijd op het WK in Argentinië tegen Brazilië vierde verdediger Björn Nordqvist een record, met 113 interlands was hij de speler met de meeste interlands aller tijden. Tegen Brazilië boekte de ploeg een verdienstelijk gelijkspel (1-1), maar na twee nederlagen tegen Oostenrijk en Spanje kon Zweden voortijdig naar huis.

#### EK 1980
Veel internationals namen afscheid van het team zoals Björn Nordqvist of waren op leeftijd zoals doelman Ronnie Hellström en Ralf Edström. Zweden begon de kwalificatie voor het EK in 1980 hoopvol met een 2-2 gelijkspel in Frankrijk, maar nederlagen tegen Tsjecho-Slowakije en een gelijkspel tegen Luxemburg zorgde voor een weinig succesvolle campagne. Het land eindigde als derde op ruime afstand van Tsjecho-Slowakije en Frankrijk.

### 1980–1990: Gemiste toernooien en een mislukt WK

#### WK 1982

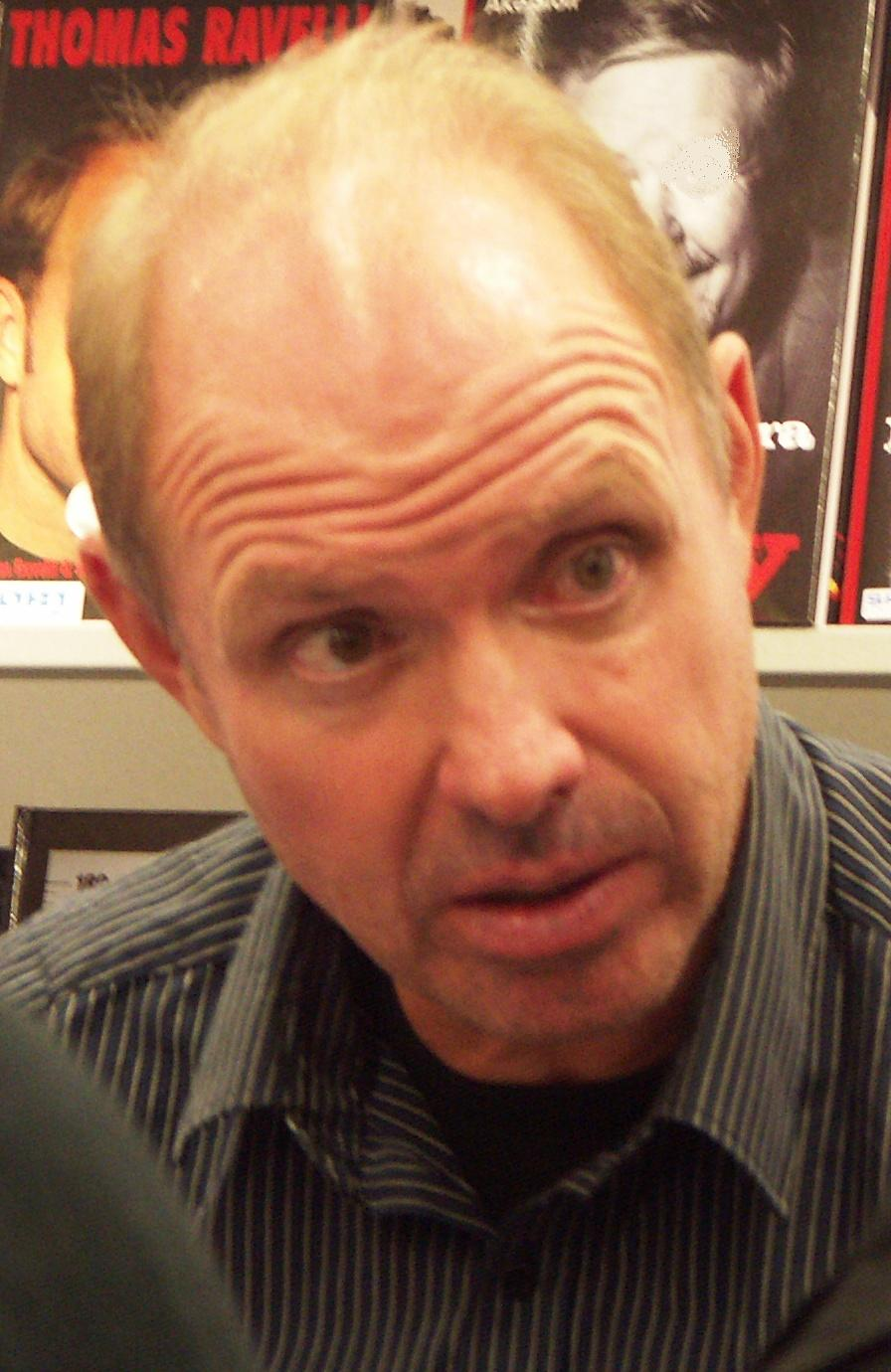
Thomas Ravelli

In de voorronde van het WK was de ploeg snel in de problemen: twee gelijke spelen tegen Israël, een 3-0 nederlaag in Noord-Ierland en een thuisnederlaag tegen Schotland zorgde voor een valse start. Twee thuisoverwinningen tegen Noord-Ierland en Portugal zorgden voor een ommekeer, maar na de 2-0 nederlaag tegen Schotland was het over en sluiten. Schotland en Noord-Ierland plaatsten zich voor het WK met respectievelijk drie en één punt voorsprong op Zweden.

#### EK 1984
Voor de campagne van het EK in 1984 baarde Zweden opzien door twee keer van de kersverse wereldkampioen Italië te winnen: 2-0 in Göteborg, 3-0 in Napels met twee doelpunten de bij Benfica spelende Glenn Strömberg. Zweden streed met Tsjecho-Slowakije en Roemenië om één plaats in het EK, tegen de Tsjechen werden er drie punten behaald, maar beide wedstrijden tegen Roemenië gingen verloren. Zweden eindigde op de tweede plaats in de groep met één punt achterstand op de Roemenen. Dan Corneliusson van VfB Stuttgart was topscorer met vier doelpunten.

#### WK 1986
Zweden streed met Portugal om een WK-ticket achter het ongenaakbare West-Duitsland. De Zweden verloren de thuiswedstrijd met 0-1, de return leverde een 1-3-overwinning op (twee doelpunten van Robert Prytz van Glasgow Rangers). Op de voorlaatste speeldag had Zweden één verliespunt minder dan Portugal. Terwijl Portugal voor de eerste nederlaag van Duitsland zorgde in een kwalificatie-toernooi ooit verloor Zweden met 2-1 van Tsjecho-Slowakije. Zweden miste opnieuw op één punt kwalificatie voor een groot toernooi.

#### EK 1988
In de kwalificatie voor het EK in 1988 was Italië de naaste belager van de Zweden. Na een 1-0-zege op Italië (doelpunt van de later bij Ajax spelende Peter Larsson) had de ploeg twee punten voorsprong. Door puntverlies tegen Zwitserland (1-1 thuis) en tegen Portugal (0-1 uit) was de voorsprong weg en moest in Napels gewonnen worden. Wat vier jaar geleden lukte, lukte nu niet, Italië won met 2-1 dankzij twee doelpunten van Gianluca Vialli. Zweden plaatste zich opnieuw net niet voor een groot toernooi, terwijl een club als IFK Göteborg grote successen vierde in de Europa Cup en veel Zweedse spelers hun brood verdienden bij grote Europese clubs.

#### WK 1990

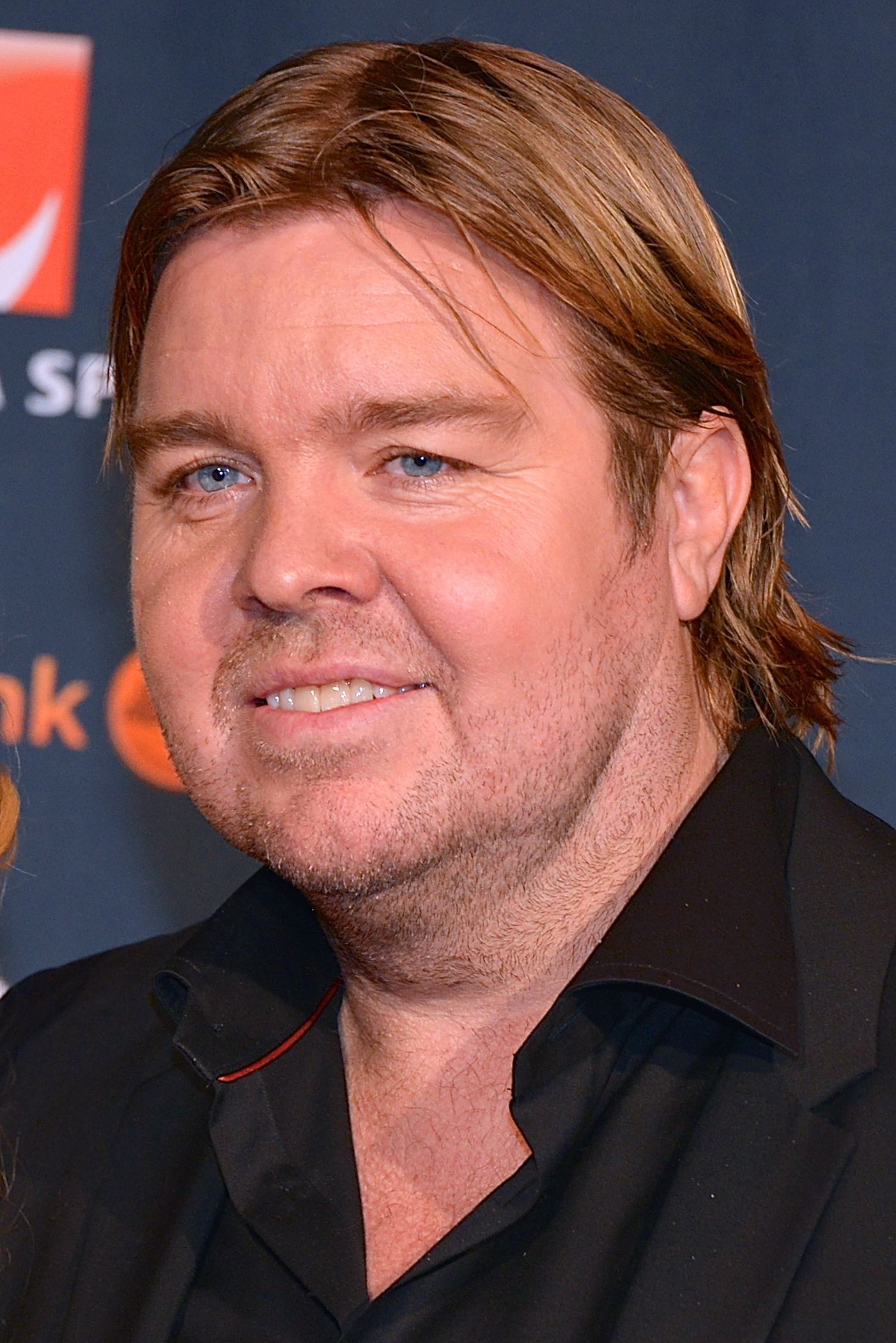
Tomas Brolin

Zweden bereikte de eindronde van het WK in Italië, het speelde alleen twee keer doelpuntloos gelijk tegen Engeland en won alle andere wedstrijden. Kwalificatie werd afgedwongen door met 0-2 in Polen te winnen: Peter Larsson en Johnny Ekström scoorden de doelpunten. Op het WK ging het echter mis: drie keer werd er een 1-2 nederlaag geleden, de tegenstanders waren Brazilië, Schotland en Costa Rica. Enig lichtpuntje was de doorbraak van de 20-jarige Tomas Brolin, die met zijn spel een transfer naar Parma Calcio 1913 verdiende.

### 1990–1998: Halve finales op EK en WK

#### EK 1992
In 1992 plaatste Zweden zich voor de eerste keer voor een EK, het organiseerde het toernooi. Tegenstanders in de eerste ronde waren Engeland, Frankrijk en Denemarken. Doelpunten waren schaars, na vier wedstrijden was Zweden de enige ploeg die een wedstrijd won. Door een doelpunt van Brolin werd Denemarken met 1-0 verslagen. Tegen Engeland wankelde de ploeg, het nam een voorsprong dankzij David Platt. Zweden wist de wedstrijd te laten kantelen en dankzij doelpunten van Jan Eriksson en Tomas Brolin werd de wedstrijd met 2-1 gewonnen. De verwachtingen in de halve finale waren hoog gespannen, de tegenstander was wereldkampioen Duitsland, dat met veel geluk de eerste ronde overleefde. Al na elf minuten kwam Duitsland op voorsprong via een vrije trap van Thomas Häßler en liep de ploeg achter de feiten aan, al was de uitslag uiteindelijk draaglijk: 2-3.

#### WK 1994

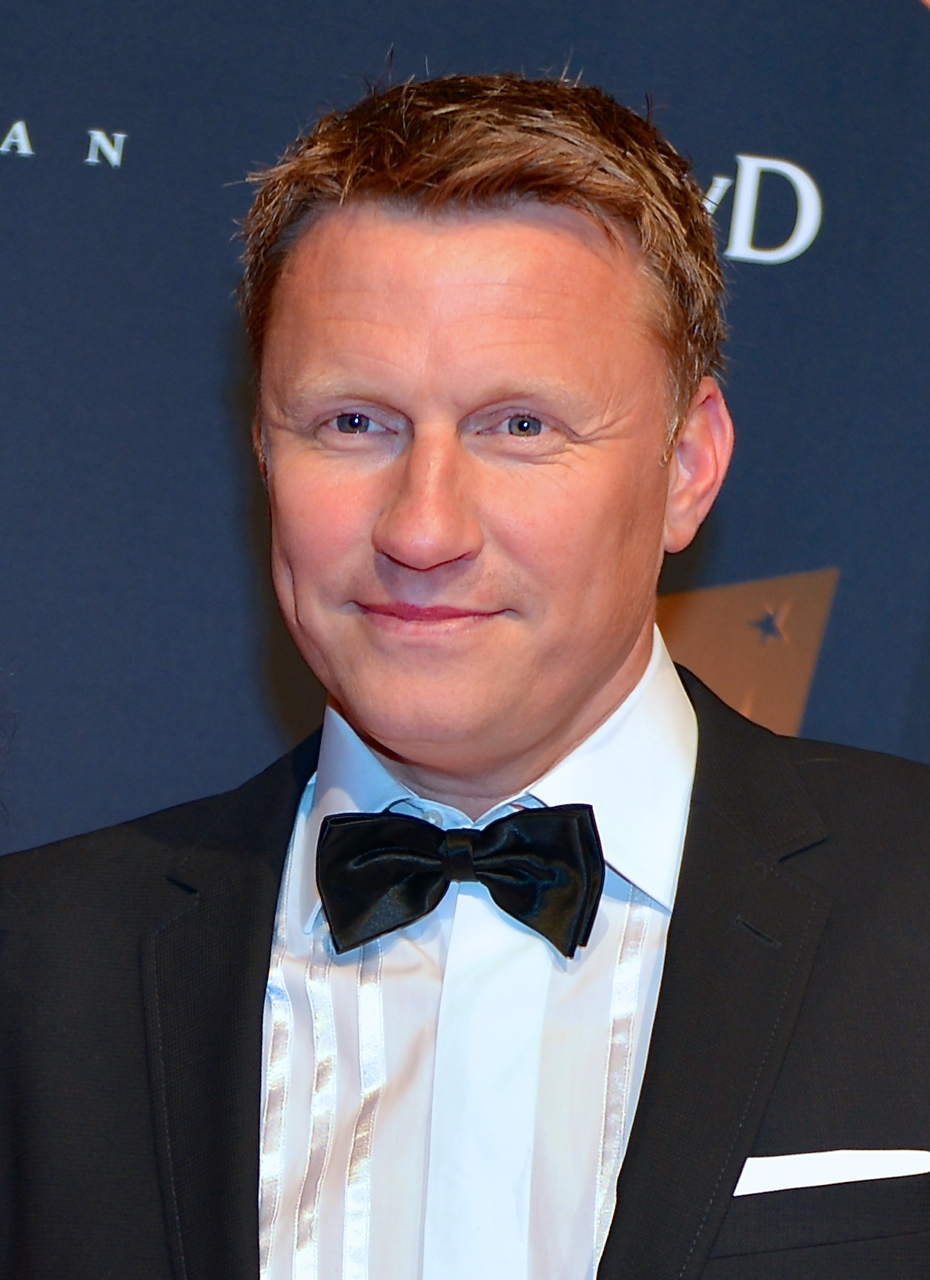
Kenneth Anderson

Voor het WK in 1994 waren Frankrijk en Bulgarije de concurrenten om twee plaatsen. Na zes speeldagen won Zweden vijf keer, alleen de uitwedstrijd tegen Frankrijk werd verloren. In de beslissende wedstrijden (Frankrijk thuis, Bulgarije uit) scoorde Martin Dahlin steeds de gelijkmaker. Omdat Zweden tegen de mindere teams de minste fouten maakte won het de groep met één punt en twee punten voorsprong op respectievelijk Bulgarije en Frankrijk. Op het eindtoernooi begon Zweden met een gelijkspel tegen Kameroen, de tweede wedstrijd werd gespeeld in een indoorstadion, het Silverdome stadion met Rusland als tegenstander. In de tweede helft trok Zweden de wedstrijd naar zich toe, Martin Dahlin scoorde twee doelpunten. Na een gelijkspel tegen Brazilië plaatste het zich voor de play-offs, waar Saoedi-
Arabië gedecideerd werd verslagen (3-1 met twee treffers van Kennet Andersson). In een afwachtende kwartfinale tegen Roemenië kwam de wedstrijd twaalf minuten voor tijd tot leven na een ingestudeerde vrije trap van Tomas Brolin. Twee minuten voor tijd scoorde Florin Răducioiu de gelijkmaker om in de verlenging Roemenië op voorsprong te zetten. Na een rode kaart van Stefan Schwarz leek de wedstrijd verloren, maar vijf minuten voor tijd scoorde Kennet Andersson de gelijkmaker. In de strafschoppenserie werd doelman Thomas Ravelli de grote held door strafschoppen van Dan Petrescu en Miodrag Belodedici te stoppen. In de halve finale tegen Brazilië werd met 1-0 verloren door een kopdoelpunt van Romário en met een 4-0 zege op Bulgarije werd de bronzen medaille gewonnen. Zweden scoorde met vijftien doelpunten de meeste doelpunten van alle teams, Kennet Anderson en Martin Dahlin scoorden respectievelijk vijf en vier doelpunten, Tomas Brolin werd opgenomen in het beste team van het toernooi.

#### EK 1996
Na dit succes kwam de klad erin, Zweden wist zich niet te plaatsen voor het EK. Breekpunt was de gewonnen wedstrijd tegen Hongarije, waar Tomas Brolin zijn been brak en nooit meer zijn oude niveau zou halen. Het zou de laatste overwinning van de ploeg worden en de ploeg eindigde als derde met een ruime achterstand op Zwitserland en Turkije met respectievelijk acht en zes punten verschil.

#### WK 1998
Ook de eindronde van 1998 werd niet gehaald, Zweden moest beginnen aan een inhaalrace na nederlagen tegen Oostenrijk en Schotland. In de achtste speeldag viel de beslissing, in een harde wedstrijd waar twee Oostenrijkers en één Zweed uit het veld werden gestuurd verloor Zweden opnieuw met 1-0, Oostenrijk en Schotland plaatsten zich met respectievelijk vier en twee punten voorsprong.

### 1988–1998: Vijf eindrondes op een rij

#### EK 2000

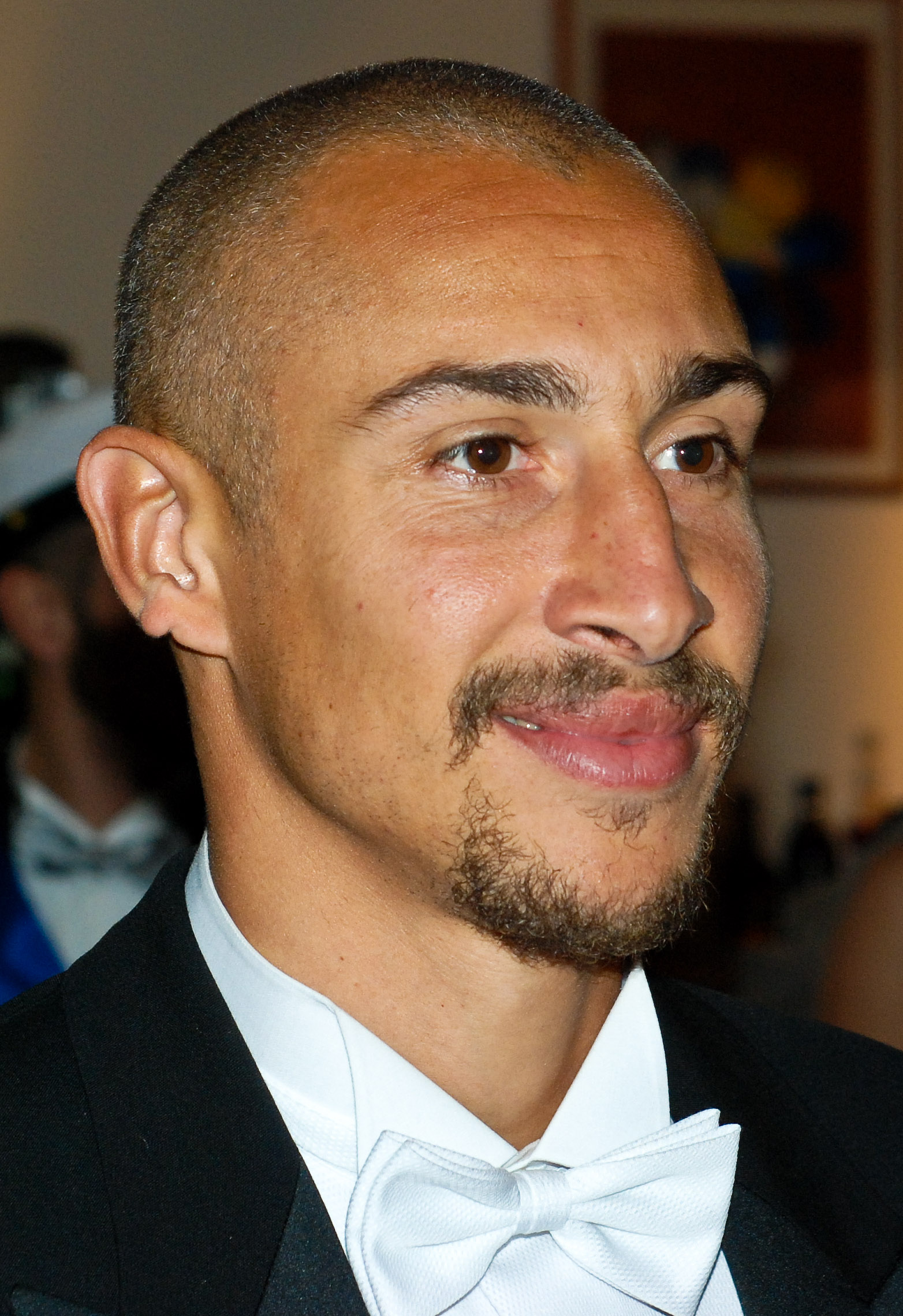
Henrik Larsson

De start van het kwalificatie-toernooi van het EK in 2000 begon slecht, Zweden kwam in de eerste wedstrijd tegen Engeland in de eerste minuut op achterstand door een vrije trap van Alan Shearer. Het zou het enige tegendoelpunt zijn van de Zweden in de hele kwalificatie. Nog voor rust kwam Zweden op een 2-1 voorsprong. Het won daarna alle wedstrijden, behalve een doelpuntloos gelijkspel in het Wembley Stadium. De voorsprong was negen punten op Engeland en Polen. Voor het toernooi had Henrik Larsson een ernstige blessure, hij werd wel geselecteerd, maar wat niet fit genoeg een hele wedstrijd te spelen. De start was niet best, men verloor van mede-organisator België met 2-1 en speelde doelpuntloos gelijk tegen Turkije. Zweden moest winnen van het al geplaatste Italië om zich te kwalificeren voor de kwartfinales. Larson stond in de basis en maakte de gelijkmaker, maar vlak voor tijd vonniste Alessandro Del Piero de Zweden definitief en de ploeg kon naar huis.

#### WK 2002
Zweden streed met Turkije om een rechtstreekse plaats voor het WK in 2002. Op de negende speeldag moest Zweden op bezoek bij Turkije, het had een voorsprong van twee punten. Turkije stond drie minuten voor tijd met 1-0 voor door een doelpunt van Hakan Şükür, maar in de slotfase maakte Henrik Larsson de gelijkmaker, waarna Andreas Andersson het winnende doelpunt maakte. Zweden plaatste zich met respectievelijk vijf en negen punten voorsprong op Turkije en Slowakije. Bij de loting op het WK in 2002 was men ingedeeld in een zware groep met Engeland, Nigeria en Argentinië als tegenstanders. Na een 1-1 gelijkspel tegen Engeland won Zweden met 2-1 van Nigeria door twee doelpunten van Henrik Larsson. In de laatste wedstrijd had Zweden genoeg aan een gelijkspel om een van de favorieten vooraf Argentinië uit te schakelen: 1-1. In de achtste finale speelde men tegen Senegal, een ploeg die wereldkampioen Frankrijk uitschakelde. De wedstrijd eindigde in 1-1 door doelpunten van Larsson en Henri Camara. In de eerste verlenging schoot Anders Svensson eerst op de paal na een sterke individuele actie, maar vlak daarna scoorde Camara opnieuw na een snelle uitbraak. Het was de "Golden Goal" voor Senegal, de wedstrijd was meteen afgelopen en Zweden was uitgeschakeld.

#### EK 2004
Voor het EK 2004 had Zweden weinig moeite zich te plaatsen, alleen op de laatste speeldag werd verloren van Letland, toen kwalificatie al zeker was. Op de eindronde begon Zweden stormachtig, een 5-0 overwinning op Bulgarije. In de tweede wedstrijd dreigde de ploeg te verliezen van Italië, totdat Zlatan Ibrahimović de gelijkmaker scoorde met een sterke voetbeweging. De toen nog bij Ajax spelende speler zou mede door deze actie getransfereerd worden door Juventus. Denemarken en Zweden wisten vooraf dat een 2-2 gelijkspel genoeg zou zijn voor de kwartfinales ten koste van Italië. Mattias Jonson scoorde in de 89e minuut de 2-2 namens Zweden, waarna beide landen de bal rustig rond lieten spelen. In de kwartfinales speelde Zweden tegen Nederland, het was een afwachtende wedstrijd, waar pas in de verlengingen grote kansen ontstonden. Zweden leek in het voordeel bij de strafschoppen, omdat Nederland bij vier eerdere toernooien de strafschoppenserie verloor. Na eerdere missers van Zlatan Ibrahimović en Phillip Cocu namens Nederland moesten de strafschoppen om en om genomen worden: Edwin van der Sar stopte de strafschop van Olof Mellberg namens Nederland, waarna een nog jonge Arjen Robben de beslissende strafschop inschoot.

#### WK 2006

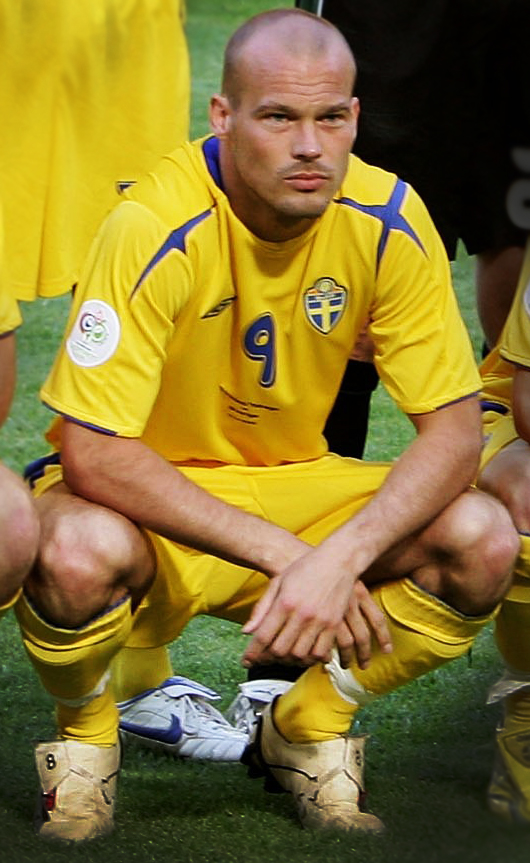
Fredrik Ljungberg

Ook voor het WK in 2006 had Zweden weinig moeite zich te plaatsen: het eindigde weliswaar op de tweede plaats achter Kroatië door twee nederlagen, maar alle overige acht wedstrijden werden allemaal gewonnen. Het WK begon met een doelpuntloos gelijkspel tegen het debuterende Trinidad en Tobago en de wedstrijd tegen Paraguay werd in de slotfase gewonnen (1-0 door een doelpunt van Fredrik Ljungberg). Een gelijkspel tegen Engeland was genoeg voor kwalificatie, Marcus Allbäck scoorde het 2000e doelpunt in de geschiedenis van het WK. In de achtste finales tegen Duitsland stond Zweden al na twaalf minuten met 2-0 achter door twee doelpunten van Lukas Podolski. In de tweede helft kon Larsson de Zweden nog terug brengen in de wedstrijd, maar hij miste een strafschop.

#### EK 2008
Voor het EK 2008 streed Zweden met Spanje, Denemarken en Noord-Ierland om twee plaatsen, men begon sterk met een 2-0 overwinning op Spanje met doelpunten van ex-sc Heerenveen-speler Marcus Allbäck en ex-Feyenoordspeler Johan Elmander. Meest bizarre wedstrijd uit de kwalificatie was de uitwedstrijd tegen Denemarken, eerst verspilde Zweden een 0-3 voorsprong en bij een 3-3 stand stormde een Deense supporter het veld op om de scheidsrechter aan te vallen. De wedstrijd werd gestaakt en de eindstand op 0-3 voor Zweden bepaald. Zweden verspilde punten tegen Noord-Ierland (2-1 in Belfast, 1-1 in Sollna), verloor ruim van Spanje (3-0), maar omdat Zweden geen fouten maakte tegen de kleine landen, eindigde het toch op een tweede plaats achter Spanje en zes punten voorsprong op Denemarken en Noord-Ierland. Op de eindronde begon Zweden met een 2-0 overwinning op regerend Europees kampioen Griekenland en verloor in de laatste minuut van Spanje (2-1), Zlatan Ibrahimović scoorde in beide wedstrijden een doelpunt. Men had genoeg aan een gelijkspel om de kwartfinales te halen, maar het door Guus Hiddink gecoachte Rusland won met 2-0.

### 2010–2016: Geen successen ondanks Ibrahimović

#### WK 2010
Kwalificatie voor een vierde WK op rij kwam behoorlijk op de tocht te staan, in de eerste vijf wedstrijden scoorde Zweden alleen tegen Hongarije (2-1 zege), drie keer werd er doelpuntloos gelijk gespeeld (twee keer tegen Portugal, uit tegen Albanië) en met 0-1 thuis van Denemarken verloren. In de overige vijf wedstrijden werd vier keer gewonnen, behalve de meest cruciale: opnieuw 1-0 verlies tegen Denemarken. Zweden eindigde met een achterstand van drie punten en één punt op respectievelijk Denemarken en Portugal.

#### EK 2012

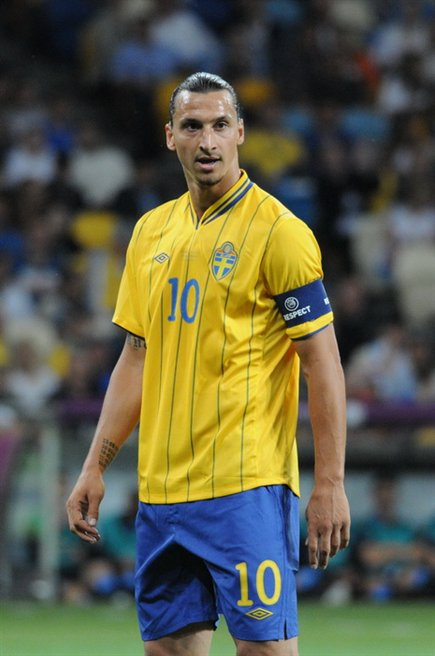
Zlatan Ibrahimović

Voor kwalificatie voor het EK in 2012 was de nummer twee van het laatste WK, Nederland de belangrijkste tegenstrever. Zweden verloor in Amsterdam met 4-1 en omdat er ook werd verloren van Hongarije en Nederland alle wedstrijden won was de eerste positie uit zicht. Bij een overwinning zou Zweden de beste nummer twee van alle groepen worden. Een 1-2 achterstand werd binnen twee minuten omgezet: 3-2, het winnende doelpunt werd gescoord door toenmalig PSV'er Ola Toivonen. Op de eindronde zette Zlatan Ibrahimović tegen de Oekraīne Zweden op een 0-1 voorsprong, maar twee doelpunten van veteraan Andrij Sjevtsjenko zorgde voor een 2-1 nederlaag. Ook tegen Engeland kon de ploeg geen voorsprong niet vasthouden (2-3 nederlaag) en was ze na twee wedstrijden uitgeschakeld. Zweden eindigde het toernooi op met een 2-0 overwinning op Frankrijk. Een doelpunt van Ibrahimović werd gekozen tot doelpunt van het toernooi.

#### WK 2014
Ibrahimović scoorde in een vriendschappelijke wedstrijd tegen Engeland vier keer. Vlak daarvoor werkte Zweden kwalificatiewedstrijd tegen Duitsland een 4-0 achterstand weg: 4-4. Achter Duitsland streed Zweden met Oostenrijk om de tweede plaats in de groep. Op de voorlaatste speeldag stelde Ibrahimović de tweede plaats veilig door vlak voor tijd het winnende doelpunt te scoren tegen Oostenrijk; 2-1. Zweden - Duitsland was ook nu weer een doelpuntrijke wedstrijd: 3-5. In de play offs was Portugal de tegenstander. Het duel stond vooral in het teken van de strijd tussen Zlatan en Cristiano Ronaldo. Cristiano Ronaldo zorgde voor het enige doelpunt in Lissabon. In de return scoorde Zlatan tweemaal, maar Cristiano Ronaldo zorgde voor drie treffers. Anders Svensson sloot na deze teleurstelling zijn interlandcarrière af, hij was recordinternational met 148 interlands.

#### EK 2016
Voor de kwalificatie van het EK in 2016 streed Zweden samen met Rusland en Oostenrijk om twee rechtstreekse tickets en een play-off plaats. Tegen beide tegenstanders werd met 1-1 gelijk gespeeld. In september 2016 werden echter twee nederlagen geleden: 1-0 uit tegen Rusland en 1-4 thuis tegen Oostenrijk. Zweden bleef steken op een derde plaats en moest play-offwedstrijden spelen tegen Denemarken. Met een 2-1 overwinning in eigen huis werd kwalificatie veiliggesteld na een 2-2 gelijkspel in Kopenhagen, Ibrahimović redde Zweden andermaal met drie van de vier treffers. Het EK liep uit op een teleurstelling: 1-1 tegen Ierland en 1-0 nederlagen tegen zowel Italië als België. Na het EK nam Ibrahimović afscheid als international.

### WK 2018

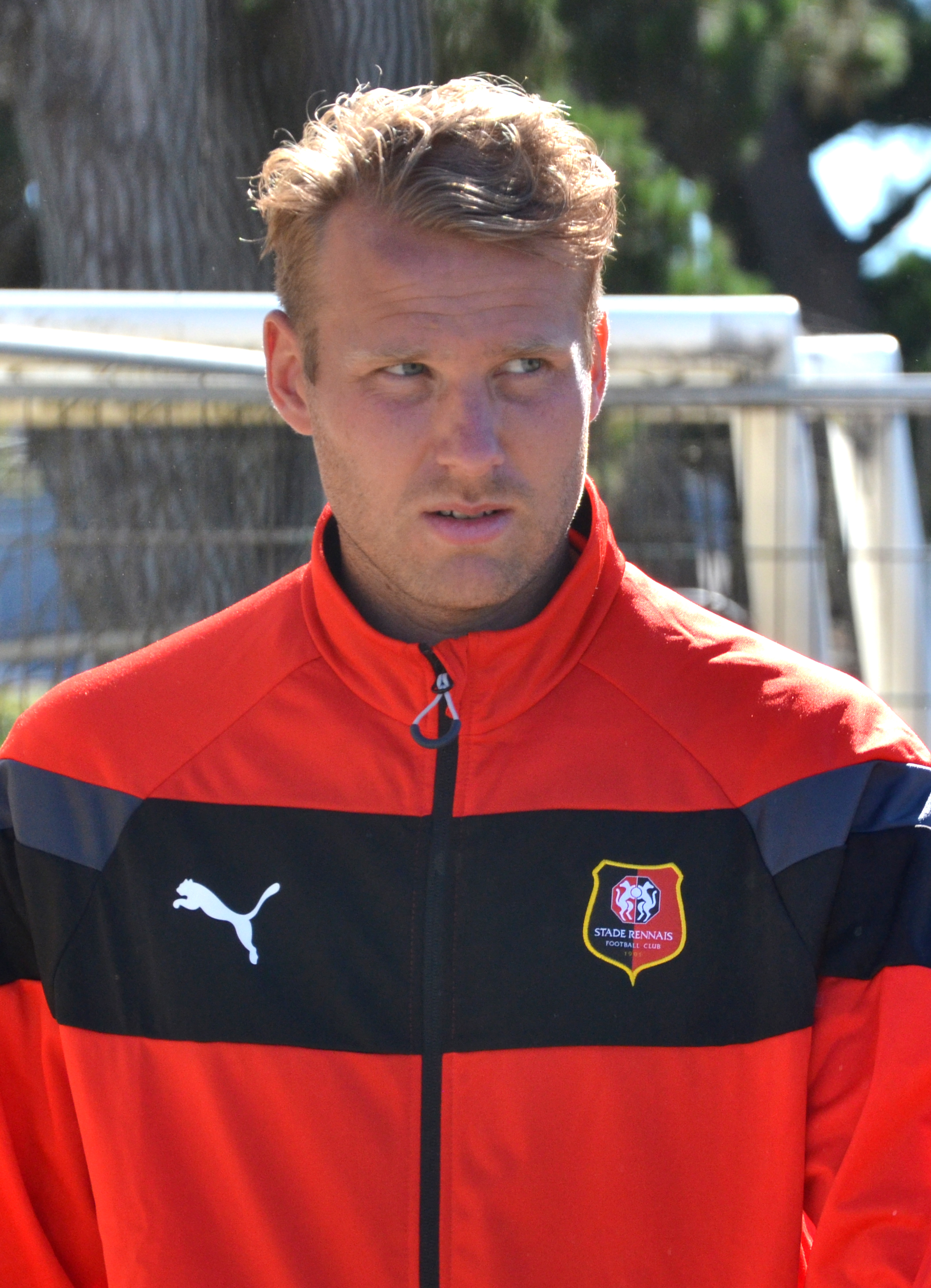
Ola Toivonen

Onder de nieuwe bondscoach Janne Andersson begon Zweden de kwalificatie voor het WK van 2018 met een gelijkspel tegen Nederland en een 2-1 nederlaag tegen Frankrijk. In juni kwam de ploeg gelijk in punten met Frankrijk door een 2-1 zege na een raak afstandsschot van Ola Toivonen in de laatste minuut na een fout van de Franse doelman Hugo Lloris. Door een 3-2 nederlaag tegen Bulgarije werd de koppositie verspeeld, Zweden stond met nog twee wedstrijden te spelen tweede met één punt achterstand op Frankrijk en drie punten voorsprong en een veel beter doelsaldo dan Nederland. Dat doelsaldo werd nog versterkt door een 8-0 zege op Luxemburg, Marcus Berg scoorde vier keer tegen de voetbaldwerg. Zweden mocht in de laatste wedstrijd tegen Nederland met 6-0 verliezen en hield de schade beperkt tot 2-0. De laatste horde op weg naar Rusland zal Italië zijn. Zweden kwalificeerde zich op 13 november 2017 voor het WK 2018, ten koste van Italië. De Zweden plaatsten zich zo voor het eerst voor een WK-eindronde sinds de editie van 2006 in Duitsland. Andersson nam in zijn selectie, bekendgemaakt op dinsdag 15 mei, maar liefst zeven voormalige Eredivisie-spelers op: Karl-Johan Johnsson (voormalig NEC, nu Guingamp), Kristoffer Nordfeldt (ex-sc Heerenveen, nu Swansea City), Andreas Granqvist (ex-FC Groningen, nu Krasnodar), Oscar Hiljemark (ex-PSV, nu Genoa), Marcus Berg (ex-FC Groningen en PSV, nu Al-Ain), John Guidetti (ex-Feyenoord, nu Deportivo Alavés) en Ola Toivonen (ex-PSV, nu Toulouse). Feyenoorder Sam Larsson wist de schifting niet te doorstaan. Ook sterspeler Zlatan Ibrahimović (36) ontbrak; hij nam eerder afscheid van de nationale ploeg, maar hintte in de aanloop naar het WK nadrukkelijk op een rentree. Zweden was op het WK ingedeeld in groep F bij wereldkampioen Duitsland, Zuid-Korea en Mexico. De ploeg wist de poule af te sluiten als groepswinnaar na zeges op Zuid-Korea (1-0) en Mexico (3-0), en een nederlaag tegen titelverdediger Duitsland (1-2). In de achtste finale, gespeeld op dinsdag 3 juli in Sint-Petersburg, was Zweden vervolgens met 1-0 te sterk voor Zwitserland door een treffer van Emil Forsberg, waarna in de kwartfinale Engeland wachtte. Tegen die ploeg kon Zweden zich kwalificeren voor de halve finales, voor de eerste keer sinds 1994, toen de Scandinaviërs als derde eindigden. Zover kwam het niet. Op zaterdag 7 juli verloor de selectie van Andersson in de Cosmos Arena in Samara met 2-0 van de Engelsen, die zich op hun beurt voor het eerst sinds 1990 plaatsten voor de halve eindstrijd. De treffers in het door de Nederlandse scheidsrechter Björn Kuipers geleide duel kwamen op naam van Harry Maguire en Dele Alli. "We hadden vooraf een goede analyse van ze, maar we konden de Engelsen niet onder druk zetten en de kansen die we kregen benutten we niet", zei aanvoerder Andreas Granqvist na afloop. "Engeland heeft mij ook verrast. De ploeg was beter dan ik dacht."

## Prestaties op eindrondes

### Wereldkampioenschap
| Wereldkampioenschap voetbal | Wereldkampioenschap voetbal | Wereldkampioenschap voetbal | Wereldkampioenschap voetbal | Wereldkampioenschap voetbal | Wereldkampioenschap voetbal | Wereldkampioenschap voetbal | Wereldkampioenschap voetbal | Wereldkampioenschap voetbal | Wereldkampioenschap voetbal |
| Jaar                        | Ronde                       | Wed.                        | W                           | G                           | V                           | DV                          | DT                          | Kwal                        |                             |
| --------------------------- | --------------------------- | --------------------------- | --------------------------- | --------------------------- | --------------------------- | --------------------------- | --------------------------- | --------------------------- | --------------------------- |
| 1930                        | Niet deelgenomen            | Niet deelgenomen            | Niet deelgenomen            | Niet deelgenomen            | Niet deelgenomen            | Niet deelgenomen            | Niet deelgenomen            | Niet deelgenomen            |                             |
| 1934                        | Kwartfinale                 | 2                           | 1                           | 0                           | 1                           | 4                           | 4                           | (Kwal.)                     |                             |
| 1938                        | Vierde plaats               | 3                           | 1                           | 0                           | 2                           | 11                          | 9                           | (Kwal.)                     |                             |
| 1950                        | Derde plaats                | 5                           | 2                           | 1                           | 2                           | 11                          | 15                          | (Kwal.)                     |                             |
| 1954                        | Niet gekwalificeerd         | Niet gekwalificeerd         | Niet gekwalificeerd         | Niet gekwalificeerd         | Niet gekwalificeerd         | Niet gekwalificeerd         | Niet gekwalificeerd         | Niet gekwalificeerd         |                             |
| 1958                        | Tweede plaats               | 6                           | 4                           | 1                           | 1                           | 12                          | 7                           |                             |                             |
| 1962                        | Niet gekwalificeerd         | Niet gekwalificeerd         | Niet gekwalificeerd         | Niet gekwalificeerd         | Niet gekwalificeerd         | Niet gekwalificeerd         | Niet gekwalificeerd         | Niet gekwalificeerd         |                             |
| 1966                        | Niet gekwalificeerd         | Niet gekwalificeerd         | Niet gekwalificeerd         | Niet gekwalificeerd         | Niet gekwalificeerd         | Niet gekwalificeerd         | Niet gekwalificeerd         | Niet gekwalificeerd         |                             |
| 1970                        | Groepsfase                  | 3                           | 1                           | 1                           | 1                           | 2                           | 2                           | (Kwal.)                     |                             |
| 1974                        | Tweede ronde                | 6                           | 2                           | 2                           | 2                           | 7                           | 6                           | (Kwal.)                     |                             |
| 1978                        | Groepsfase                  | 3                           | 0                           | 1                           | 2                           | 1                           | 3                           | (Kwal.)                     |                             |
| 1982                        | Niet gekwalificeerd         | Niet gekwalificeerd         | Niet gekwalificeerd         | Niet gekwalificeerd         | Niet gekwalificeerd         | Niet gekwalificeerd         | Niet gekwalificeerd         | Niet gekwalificeerd         |                             |
| 1986                        | Niet gekwalificeerd         | Niet gekwalificeerd         | Niet gekwalificeerd         | Niet gekwalificeerd         | Niet gekwalificeerd         | Niet gekwalificeerd         | Niet gekwalificeerd         | Niet gekwalificeerd         |                             |
| 1990                        | Groepsfase                  | 4                           | 0                           | 0                           | 3                           | 3                           | 6                           | (Kwal.)                     |                             |
| 1994                        | Derde plaats                | 7                           | 3                           | 3                           | 1                           | 15                          | 8                           | (Kwal.)                     |                             |
| 1998                        | Niet gekwalificeerd         | Niet gekwalificeerd         | Niet gekwalificeerd         | Niet gekwalificeerd         | Niet gekwalificeerd         | Niet gekwalificeerd         | Niet gekwalificeerd         | Niet gekwalificeerd         |                             |
| 2002                        | Achtste finale              | 4                           | 1                           | 2                           | 1                           | 5                           | 5                           | (Kwal.)                     |                             |
| 2006                        | Achtste finale              | 4                           | 1                           | 2                           | 1                           | 3                           | 4                           | (Kwal.)                     |                             |
| 2010                        | Niet gekwalificeerd         | Niet gekwalificeerd         | Niet gekwalificeerd         | Niet gekwalificeerd         | Niet gekwalificeerd         | Niet gekwalificeerd         | Niet gekwalificeerd         | Niet gekwalificeerd         |                             |
| 2014                        | Niet gekwalificeerd         | Niet gekwalificeerd         | Niet gekwalificeerd         | Niet gekwalificeerd         | Niet gekwalificeerd         | Niet gekwalificeerd         | Niet gekwalificeerd         | Niet gekwalificeerd         |                             |
| 2018                        | Kwartfinale                 | 5                           | 3                           | 0                           | 2                           | 6                           | 4                           | (Kwal.)                     |                             |
| 2022                        | Niet gekwalificeerd         | Niet gekwalificeerd         | Niet gekwalificeerd         | Niet gekwalificeerd         | Niet gekwalificeerd         | Niet gekwalificeerd         | Niet gekwalificeerd         | Niet gekwalificeerd         |                             |
| Totaal                      | 12/21                       | 51                          | 19                          | 13                          | 19                          | 80                          | 73                          |                             |                             |

### Europees kampioenschap
| Europees kampioenschap voetbal | Europees kampioenschap voetbal | Europees kampioenschap voetbal | Europees kampioenschap voetbal | Europees kampioenschap voetbal | Europees kampioenschap voetbal | Europees kampioenschap voetbal | Europees kampioenschap voetbal | Europees kampioenschap voetbal | Europees kampioenschap voetbal |
| Jaar                           | Ronde                          | Wed.                           | W                              | G                              | V                              | DV                             | DT                             | Kwal                           |                                |
| ------------------------------ | ------------------------------ | ------------------------------ | ------------------------------ | ------------------------------ | ------------------------------ | ------------------------------ | ------------------------------ | ------------------------------ | ------------------------------ |
| 1964                           | Niet gekwalificeerd            | Niet gekwalificeerd            | Niet gekwalificeerd            | Niet gekwalificeerd            | Niet gekwalificeerd            | Niet gekwalificeerd            | Niet gekwalificeerd            | Niet gekwalificeerd            |                                |
| 1968                           | Niet gekwalificeerd            | Niet gekwalificeerd            | Niet gekwalificeerd            | Niet gekwalificeerd            | Niet gekwalificeerd            | Niet gekwalificeerd            | Niet gekwalificeerd            | Niet gekwalificeerd            |                                |
| 1972                           | Niet gekwalificeerd            | Niet gekwalificeerd            | Niet gekwalificeerd            | Niet gekwalificeerd            | Niet gekwalificeerd            | Niet gekwalificeerd            | Niet gekwalificeerd            | Niet gekwalificeerd            |                                |
| 1976                           | Niet gekwalificeerd            | Niet gekwalificeerd            | Niet gekwalificeerd            | Niet gekwalificeerd            | Niet gekwalificeerd            | Niet gekwalificeerd            | Niet gekwalificeerd            | Niet gekwalificeerd            |                                |
| 1980                           | Niet gekwalificeerd            | Niet gekwalificeerd            | Niet gekwalificeerd            | Niet gekwalificeerd            | Niet gekwalificeerd            | Niet gekwalificeerd            | Niet gekwalificeerd            | Niet gekwalificeerd            |                                |
| 1984                           | Niet gekwalificeerd            | Niet gekwalificeerd            | Niet gekwalificeerd            | Niet gekwalificeerd            | Niet gekwalificeerd            | Niet gekwalificeerd            | Niet gekwalificeerd            | Niet gekwalificeerd            |                                |
| 1988                           | Niet gekwalificeerd            | Niet gekwalificeerd            | Niet gekwalificeerd            | Niet gekwalificeerd            | Niet gekwalificeerd            | Niet gekwalificeerd            | Niet gekwalificeerd            | Niet gekwalificeerd            |                                |
| 1992                           | Halve finale                   | 4                              | 2                              | 1                              | 1                              | 6                              | 5                              |                                |                                |
| 1996                           | Niet gekwalificeerd            | Niet gekwalificeerd            | Niet gekwalificeerd            | Niet gekwalificeerd            | Niet gekwalificeerd            | Niet gekwalificeerd            | Niet gekwalificeerd            | Niet gekwalificeerd            |                                |
| 2000                           | Groepsfase                     | 3                              | 0                              | 1                              | 2                              | 2                              | 4                              | (Kwal.)                        |                                |
| 2004                           | Kwartfinale                    | 4                              | 1                              | 3                              | 0                              | 8                              | 3                              | (Kwal.)                        |                                |
| 2008                           | Groepsfase                     | 3                              | 1                              | 0                              | 2                              | 3                              | 4                              | (Kwal.)                        |                                |
| 2012                           | Groepsfase                     | 3                              | 1                              | 0                              | 2                              | 5                              | 5                              | (Kwal.)                        |                                |
| 2016                           | Groepsfase                     | 3                              | 0                              | 1                              | 2                              | 1                              | 3                              | (Kwal.)                        |                                |
| 2020                           | Achtste finale                 | 4                              | 2                              | 1                              | 1                              | 5                              | 4                              | (Kwal.)                        |                                |
| 2024                           | Niet gekwalificeerd            | Niet gekwalificeerd            | Niet gekwalificeerd            | Niet gekwalificeerd            | Niet gekwalificeerd            | Niet gekwalificeerd            | Niet gekwalificeerd            | Niet gekwalificeerd            |                                |
| Totaal                         | 7/15                           | 24                             | 7                              | 7                              | 10                             | 30                             | 28                             |                                |                                |

### UEFA Nations League
| 2018–19 | B | 16e | 4 | 2 | 1 | 1 | 5 | 3  | Gestegen |
| 2020–21 | A | 14e | 6 | 1 | 0 | 5 | 5 | 13 | Gedaald  |
| 2022–23 | B | 30e | 6 | 1 | 1 | 4 | 7 | 11 | Gedaald  |

## FIFA-wereldranglijst[2]
| 1993 | 1994 | 1995 | 1996 | 1997 | 1998 | 1999 | 2000 | 2001 | 2002 | 2003 | 2004 | 2005 | 2006 | 2007 | 2008 | 2009 | 2010 | 2011 | 2012 | 2013 | 2014 | 2015 | 2016 | 2017 | 2018 | 2019 | 2020 | 2021 | 2022 | 2023 | 2024 |
| ---- | ---- | ---- | ---- | ---- | ---- | ---- | ---- | ---- | ---- | ---- | ---- | ---- | ---- | ---- | ---- | ---- | ---- | ---- | ---- | ---- | ---- | ---- | ---- | ---- | ---- | ---- | ---- | ---- | ---- | ---- | ---- |
| 9    | 3    | 13   | 17   | 18   | 18   | 16   | 23   | 16   | 25   | 19   | 13   | 14   | 14   | 24   | 32   | 42   | 33   | 18   | 20   | 27   | 44   | 35   | 41   | 18   | 14   | 17   | 20   | 18   | 23   | 26   | 27   |

## Spelersrecords

### Meeste interlands

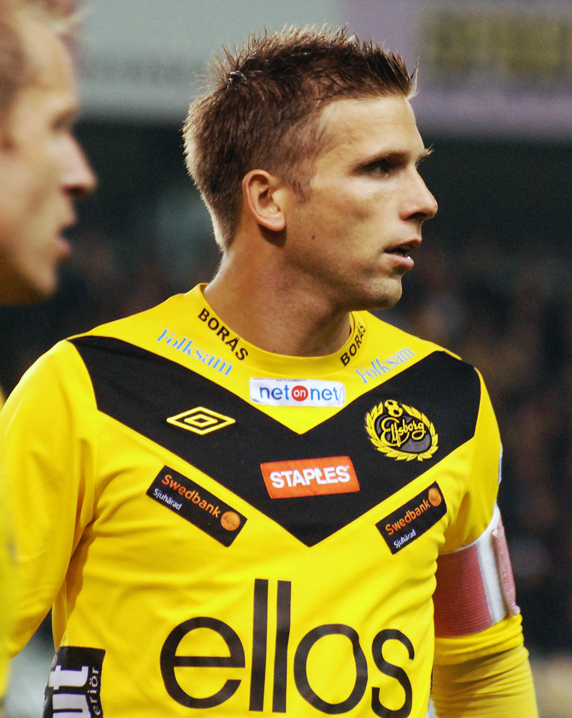
Anders Svensson speelde de meeste interlands

|    | Naam                 | Carrière  | Interlands | Doelpunten |
| -- | -------------------- | --------- | ---------- | ---------- |
| 1  | Anders Svensson      | 1999–2013 | 148        | 21         |
| 2  | Thomas Ravelli       | 1981–1997 | 143        | 0          |
| 3  | Andreas Isaksson     | 2002–2016 | 133        | 0          |
| 3  | Sebastian Larsson    | 2008–2021 | 133        | 10         |
| 5  | Kim Källström        | 2001–2016 | 131        | 16         |
| 6  | Zlatan Ibrahimović   | 2001–2023 | 122        | 62         |
| 7  | Olof Mellberg        | 2000–2012 | 117        | 8          |
| 8  | Roland Nilsson       | 1986–2000 | 115        | 2          |
| 8  | Björn Nordqvist      | 1963–1978 | 115        | 0          |
| 10 | Niclas Alexandersson | 1993–2008 | 109        | 7          |
| 11 | Henrik Larsson       | 1993–2009 | 104        | 37         |

Laatst bijgewerkt: 18 juli 2023

### Meeste doelpunten

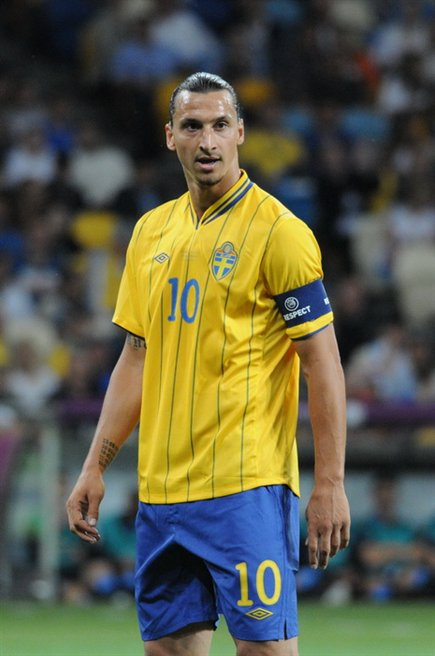
Zlatan Ibrahimović maakte voor Zweden de meeste doelpunten

| Rang | Naam               | Carrière  | Doelpunten | Interlands | Doelpunt/Interland |
| ---- | ------------------ | --------- | ---------- | ---------- | ------------------ |
| 1    | Zlatan Ibrahimović | 2001–2023 | 62         | 122        | 0,51               |
| 2    | Sven Rydell†       | 1923–1932 | 49         | 43         | 1,14               |
| 3    | Gunnar Nordahl†    | 1942–1948 | 43         | 33         | 1,30               |
| 4    | Henrik Larsson     | 1993–2009 | 37         | 106        | 0,35               |
| 5    | Gunnar Gren        | 1940–1958 | 33         | 57         | 0,58               |
| 6    | Kennet Andersson   | 1990–2000 | 31         | 83         | 0,37               |
| 7    | Marcus Allbäck     | 1999–2008 | 30         | 74         | 0,41               |
| 8    | Martin Dahlin      | 1991–1997 | 29         | 60         | 0,48               |
| 9    | Tomas Brolin       | 1990–1995 | 27         | 47         | 0,57               |
| 9    | Agne Simonsson†    | 1957–1967 | 27         | 51         | 0,53               |

Laatst bijgewerkt: 18 juli 2023

## Huidige selectie
De volgende spelers behoren tot de selectie voor de oefenwedstrijden tegen  Denemarken en  Servië begin juni 2024.
Interlands en doelpunten bijgewerkt tot en met de wedstrijd tegen  Servië op 8 juni 2024.
| №           | Naam                     | Wed. | Dlpt. | Club                   |
| ----------- | ------------------------ | ---- | ----- | ---------------------- |
| Doel        |                          |      |       |                        |
| 1           | Jacob Widell Zetterström | 1    | 0     | Derby County           |
| 12          | Viktor Johansson         | 7    | 0     | Stoke City             |
| 23          | Kristoffer Nordfeldt     | 18   | 0     | AIK                    |
| Verdediging |                          |      |       |                        |
| 2           | Emil Holm                | 10   | 1     | Bologna                |
| 3           | Gustaf Lagerbielke       | 2    | 1     | FC Twente              |
| 4           | Henrik Castagren         | 1    | 0     | IK Sirius              |
| 5           | Gabriel Gudmundsson      | 12   | 0     | Lille OSC              |
| 6           | Samuel Dahl              | 1    | 0     | AS Roma                |
| 8           | Daniel Svensson          | 1    | 0     | FC Nordsjælland        |
| 13          | Ken Sema                 | 24   | 1     | Watford                |
| 15          | Carl Starfelt            | 13   | 0     | Celta de Vigo          |
| 20          | Nils Zätterström         | 1    | 0     | Malmö FF               |
| Middenveld  |                          |      |       |                        |
| 7           | Lucas Bergvall           | 4    | 0     | Tottenham Hotspur      |
| 10          | Emil Forsberg            | 90   | 21    | New York Red Bulls     |
| 14          | Anton Salétros           | 11   | 0     | AIK                    |
| 18          | Yasin Ayari              | 8    | 1     | Brighton & Hove Albion |
| 16          | Jesper Karlström         | 16   | 0     | Udinese                |
| Aanval      |                          |      |       |                        |
| 9           | Alexander Isak           | 50   | 15    | Newcastle United       |
| 11          | Niclas Eliasson          | 6    | 0     | AEK Athene             |
| 17          | Viktor Gyökeres          | 26   | 15    | Sporting CP            |
| 19          | Isac Lidberg             | 1    | 1     | SV Darmstadt           |
| 21          | Dejan Kulusevski         | 45   | 5     | Tottenham Hotspur      |
| 22          | Sebastian Nanasi         | 6    | 3     | RC Strasbourg          |

## Statistieken
- Bijgewerkt tot en met de wedstrijd tegen  Estland (2-0) op 19 november 2023.

### Van jaar tot jaar
| Jaar | Wedstrijden | Wedstrijden | Wedstrijden | Wedstrijden | Doelpunten | Doelpunten | Doelpunten | Punten |
| Jaar | Duels       | Winst       | Gelijk      | Verlies     | Voor       | Tegen      | Saldo      | Punten |
| ---- | ----------- | ----------- | ----------- | ----------- | ---------- | ---------- | ---------- | ------ |
| 1908 | 6           | 1           | 0           | 5           | 17         | 30         | –13        | 0.333  |
| 1909 | 1           | 0           | 0           | 1           | 0          | 7          | –7         | 0.000  |
| 1910 | 1           | 1           | 0           | 0           | 4          | 0          | +4         | 2.000  |
| 1911 | 4           | 3           | 0           | 1           | 14         | 8          | +6         | 1.500  |
| 1912 | 6           | 3           | 1           | 2           | 18         | 11         | +7         | 1.167  |
| 1913 | 6           | 2           | 1           | 3           | 14         | 22         | –8         | 0.833  |
| 1914 | 6           | 3           | 2           | 1           | 16         | 11         | +5         | 1.333  |
| 1915 | 4           | 1           | 1           | 2           | 6          | 7          | –1         | 0.750  |
| 1916 | 5           | 2           | 1           | 2           | 12         | 5          | +7         | 1.000  |
| 1917 | 4           | 1           | 2           | 1           | 7          | 6          | +1         | 1.000  |
| 1918 | 4           | 1           | 0           | 3           | 4          | 7          | –3         | 0.500  |
| 1919 | 8           | 3           | 1           | 4           | 16         | 19         | –3         | 0.875  |
| 1920 | 9           | 3           | 1           | 5           | 21         | 11         | +10        | 0.778  |
| 1921 | 9           | 0           | 4           | 5           | 8          | 20         | –12        | 0.444  |
| 1922 | 7           | 3           | 2           | 2           | 13         | 7          | +6         | 1.143  |
| 1923 | 8           | 4           | 1           | 3           | 20         | 20         | 0          | 1.125  |
| 1924 | 14          | 10          | 3           | 1           | 56         | 20         | +36        | 1.643  |
| 1925 | 7           | 5           | 0           | 2           | 26         | 13         | +13        | 1.429  |
| 1926 | 12          | 5           | 2           | 5           | 31         | 30         | +1         | 1.000  |
| 1927 | 9           | 5           | 2           | 2           | 36         | 11         | +25        | 1.333  |
| 1928 | 8           | 5           | 0           | 3           | 20         | 11         | +9         | 1.250  |
| 1929 | 7           | 5           | 0           | 2           | 27         | 11         | +16        | 1.429  |
| 1930 | 9           | 4           | 2           | 3           | 25         | 23         | +2         | 1.111  |
| 1931 | 7           | 4           | 1           | 2           | 22         | 9          | +13        | 1.286  |
| 1932 | 12          | 5           | 1           | 6           | 33         | 24         | +9         | 0.917  |
| 1933 | 7           | 5           | 1           | 1           | 19         | 8          | +11        | 1.571  |
| 1934 | 7           | 4           | 1           | 2           | 23         | 18         | +5         | 1.286  |
| 1935 | 9           | 6           | 1           | 2           | 23         | 13         | +10        | 1.444  |
| 1936 | 6           | 3           | 0           | 3           | 17         | 14         | +3         | 1.000  |
| 1937 | 8           | 2           | 1           | 5           | 17         | 21         | –4         | 0.625  |
| 1938 | 10          | 4           | 1           | 5           | 26         | 25         | +1         | 0.900  |
| 1939 | 6           | 5           | 0           | 1           | 22         | 7          | +15        | 1.667  |
| 1940 | 4           | 2           | 2           | 0           | 12         | 6          | +6         | 1.500  |
| 1941 | 3           | 1           | 1           | 1           | 7          | 6          | +1         | 1.000  |
| 1942 | 4           | 3           | 0           | 1           | 9          | 6          | +3         | 1.500  |
| 1943 | 5           | 2           | 1           | 2           | 13         | 9          | +4         | 1.000  |
|      |             |             |             |             |            |            |            |        |
| 1945 | 7           | 6           | 0           | 1           | 33         | 11         | +22        | 1.714  |
| 1946 | 5           | 3           | 1           | 1           | 21         | 8          | +13        | 1.400  |
| 1947 | 7           | 6           | 0           | 1           | 33         | 12         | +21        | 1.714  |
| 1948 | 10          | 7           | 1           | 2           | 34         | 13         | +21        | 1.500  |
| 1949 | 8           | 4           | 2           | 2           | 24         | 17         | +7         | 1.250  |
| 1950 | 11          | 6           | 1           | 4           | 26         | 23         | +3         | 1.182  |
| 1951 | 9           | 2           | 2           | 5           | 15         | 18         | –3         | 0.667  |
| 1952 | 13          | 9           | 2           | 2           | 31         | 18         | +13        | 1.538  |
| 1953 | 11          | 4           | 4           | 3           | 21         | 18         | +3         | 1.091  |
| 1954 | 9           | 7           | 1           | 1           | 36         | 15         | +19        | 1.667  |
| 1955 | 9           | 3           | 2           | 4           | 22         | 26         | –4         | 0.889  |
| 1956 | 6           | 2           | 3           | 1           | 9          | 7          | +2         | 1.167  |
| 1957 | 8           | 4           | 2           | 2           | 17         | 7          | +10        | 1.250  |
| 1958 | 10          | 7           | 2           | 1           | 28         | 14         | +14        | 1.600  |
| 1959 | 7           | 5           | 0           | 2           | 24         | 11         | +13        | 1.429  |
| 1960 | 6           | 5           | 0           | 1           | 13         | 4          | +9         | 1.667  |
| 1961 | 8           | 5           | 0           | 3           | 18         | 8          | +10        | 1.250  |
| 1962 | 9           | 6           | 1           | 2           | 20         | 9          | +11        | 1.444  |
| 1963 | 10          | 4           | 5           | 1           | 12         | 12         | 0          | 1.300  |
| 1964 | 8           | 2           | 4           | 2           | 12         | 11         | +1         | 1.000  |
| 1965 | 9           | 2           | 3           | 4           | 16         | 12         | +4         | 0.778  |
| 1966 | 9           | 4           | 2           | 3           | 17         | 15         | +2         | 1.111  |
| 1967 | 8           | 2           | 2           | 4           | 10         | 13         | –3         | 0.750  |
| 1968 | 9           | 4           | 3           | 2           | 19         | 11         | +8         | 1.222  |
| 1969 | 12          | 10          | 0           | 2           | 27         | 12         | +14        | 1.667  |
| 1970 | 11          | 6           | 4           | 1           | 14         | 8          | +6         | 1.455  |
| 1971 | 9           | 5           | 1           | 3           | 13         | 8          | +5         | 1.222  |
| 1972 | 8           | 3           | 3           | 2           | 18         | 10         | +8         | 1.125  |
| 1973 | 11          | 7           | 3           | 1           | 17         | 12         | +5         | 1.545  |
| 1974 | 13          | 4           | 3           | 6           | 12         | 20         | –8         | 0.846  |
| 1975 | 8           | 4           | 2           | 2           | 13         | 8          | +5         | 1.250  |
| 1976 | 10          | 5           | 2           | 3           | 19         | 9          | +10        | 1.200  |
| 1977 | 10          | 4           | 0           | 6           | 9          | 14         | –5         | 0.800  |
| 1978 | 10          | 3           | 3           | 4           | 11         | 12         | –1         | 0.900  |
| 1979 | 12          | 4           | 3           | 5           | 18         | 16         | +2         | 0.917  |
| 1980 | 10          | 2           | 3           | 5           | 8          | 16         | –8         | 0.700  |
| 1981 | 11          | 7           | 0           | 4           | 17         | 12         | +5         | 1.273  |
| 1982 | 9           | 1           | 5           | 3           | 10         | 13         | –3         | 0.778  |
| 1983 | 12          | 9           | 1           | 2           | 33         | 6          | +27        | 1.583  |
| 1984 | 9           | 3           | 2           | 4           | 12         | 7          | +5         | 0.889  |
| 1985 | 8           | 5           | 2           | 1           | 13         | 6          | +7         | 1.500  |
| 1986 | 8           | 4           | 3           | 1           | 12         | 3          | +9         | 1.375  |
| 1987 | 9           | 4           | 3           | 2           | 9          | 6          | +3         | 1.222  |
| 1988 | 10          | 6           | 3           | 1           | 18         | 7          | +9         | 1.500  |
| 1989 | 9           | 6           | 1           | 2           | 15         | 13         | +2         | 1.444  |
| 1990 | 13          | 5           | 2           | 6           | 22         | 16         | +6         | 0.923  |
| 1991 | 9           | 4           | 2           | 3           | 23         | 16         | +6         | 1.111  |
| 1992 | 14          | 8           | 3           | 3           | 22         | 11         | +11        | 1.357  |
| 1993 | 9           | 4           | 3           | 2           | 16         | 9          | +7         | 1.222  |
| 1994 | 19          | 10          | 5           | 4           | 36         | 20         | +16        | 1.316  |
| 1995 | 11          | 2           | 6           | 3           | 15         | 15         | 0          | 0.909  |
| 1996 | 11          | 6           | 2           | 3           | 16         | 8          | +8         | 1.273  |
| 1997 | 14          | 10          | 2           | 2           | 19         | 9          | +10        | 1.571  |
| 1998 | 9           | 5           | 2           | 2           | 8          | 6          | +2         | 1.333  |
| 1999 | 11          | 7           | 2           | 2           | 10         | 4          | +6         | 1.455  |
| 2000 | 13          | 3           | 6           | 4           | 10         | 11         | –1         | 0.923  |
| 2001 | 17          | 12          | 4           | 1           | 36         | 7          | +29        | 1.647  |
| 2002 | 14          | 1           | 10          | 3           | 17         | 19         | –2         | 0.857  |
| 2003 | 14          | 8           | 1           | 5           | 32         | 12         | +20        | 1.214  |
| 2004 | 16          | 8           | 5           | 3           | 38         | 17         | +19        | 1.313  |
| 2005 | 12          | 6           | 4           | 2           | 24         | 10         | +14        | 1.333  |
| 2006 | 15          | 5           | 6           | 4           | 13         | 15         | –2         | 1.067  |
| 2007 | 14          | 5           | 4           | 5           | 20         | 18         | +2         | 1.000  |
| 2008 | 14          | 4           | 3           | 7           | 10         | 15         | –5         | 0.786  |
| 2009 | 13          | 7           | 1           | 5           | 17         | 10         | +7         | 1.154  |
| 2010 | 10          | 7           | 2           | 1           | 20         | 7          | +3         | 1.600  |
| 2011 | 14          | 9           | 2           | 3           | 29         | 13         | +16        | 1.429  |
| 2012 | 14          | 10          | 1           | 3           | 33         | 19         | +14        | 1.500  |
| 2013 | 15          | 7           | 3           | 5           | 24         | 19         | +5         | 1.133  |
| 2014 | 11          | 4           | 3           | 4           | 12         | 10         | +2         | 1.000  |
| 2015 | 12          | 7           | 2           | 3           | 19         | 11         | +8         | 1.333  |
| 2016 | 14          | 5           | 5           | 4           | 18         | 10         | +8         | 1.071  |
| 2017 | 12          | 7           | 2           | 3           | 32         | 11         | +21        | 1.333  |
| 2018 | 17          | 6           | 5           | 6           | 15         | 14         | +1         | 1.000  |
| 2019 | 12          | 6           | 4           | 2           | 25         | 12         | +13        | 1.333  |
| 2020 | 10          | 4           | 0           | 6           | 9          | 16         | -7         | 0.800  |
| 2021 | 16          | 11          | 1           | 4           | 25         | 12         | +13        | 1.438  |
| 2022 | 10          | 4           | 1           | 5           | 12         | 14         | -2         | 0.900  |
| 2023 | 12          | 7           | 1           | 4           | 24         | 14         | +10        | 1.250  |
| 2024 | 11          | 7           | 1           | 3           | 25         | 15         | +10        |        |

## Selecties

### Wereldkampioenschap
| Doel        |                    |   |   |                 |
|             | Anders Rydberg     |   |   | IFK Göteborg    |
|             | Eivar Widlund      | 5 | 0 | AIK Fotboll     |
| Verdediging |                    |   |   |                 |
|             | Sven Andersson     |   |   | AIK Fotboll     |
|             | Nils Axelsson      |   |   | Helsingborgs IF |
| Middenveld  |                    |   |   |                 |
|             | Ernst Andersson    |   |   | IFK Göteborg    |
|             | Rune Carlsson      |   |   | IFK Eskilstuna  |
|             | Victor Carlund     |   |   | Örgryte IS      |
|             | Georg Johansson    |   |   | IK Brage        |
|             | Helge Liljebjörn   |   |   | GAIS Göteborg   |
|             | Nils Rosén         |   |   | Helsingborgs IF |
|             | Einar Snitt        |   |   | Sandvikens IF   |
| Aanval      |                    |   |   |                 |
|             | Otto Andersson     |   |   | Örgryte IS      |
|             | Gösta Dunker       |   |   | Sandvikens IF   |
|             | Ragnar Gustavsson  |   |   | GAIS Göteborg   |
|             | Carl-Erik Holmberg |   |   | Örgryte IS      |
|             | Gunnar Jansson     |   |   | Gefle IF        |
|             | Sven Jonasson      |   |   | IF Elfsborg     |
|             | Tore Keller        |   |   | IK Sleipner     |
|             | Knut Kroon         |   |   | Helsingborgs IF |
|             | Harry Lundahl      |   |   | IFK Eskilstuna  |
|             | Gunnar Olsson      |   |   | GAIS Göteborg   |
|             | Arvid Thörn        |   |   | IFK Grängesberg |

| Doel        |                    |  |  |                 |
|             | Henock Abrahamsson |  |  | Gårda BK        |
|             | Sven Bergquist     |  |  | Hammarby IF     |
|             | Gustav Sjöberg     |  |  | AIK Fotboll     |
| Verdediging |                    |  |  |                 |
|             | Ivar Eriksson      |  |  | Sandvikens IF   |
|             | Olle Källgren      |  |  | Sandvikens IF   |
|             | Erik Nilsson       |  |  | Malmö FF        |
|             | Erik Persson       |  |  | AIK Fotboll     |
| Middenveld  |                    |  |  |                 |
|             | Erik Almgren       |  |  | AIK Fotboll     |
|             | Karl-Erik Grahn    |  |  | IF Elfsborg     |
|             | Sven Jacobsson     |  |  | GAIS Göteborg   |
|             | Folke Lind         |  |  | GAIS Göteborg   |
|             | Arne Linderholm    |  |  | IK Sleipner     |
|             | Kurt Svanström     |  |  | Örgryte IS      |
| Aanval      |                    |  |  |                 |
|             | Åke Andersson      |  |  | GAIS Göteborg   |
|             | Harry Andersson    |  |  | IK Sleipner     |
|             | Curt Bergsten      |  |  | Landskrona BoIS |
|             | Knut Hansson       |  |  | Landskrona BoIS |
|             | Sven Jonasson      |  |  | IF Elfsborg     |
|             | Einar Karlsson     |  |  | Gårda BK        |
|             | Tore Keller        |  |  | IK Sleipner     |
|             | Arne Nyberg        |  |  | IFK Göteborg    |
|             | Gustav Wetterström |  |  | IK Sleipner     |

| Doel        |                    |  |  |                          |
|             | Torsten Lindberg   |  |  | IFK Norrköping           |
|             | Kalle Svensson     |  |  | Helsingborgs IF          |
|             | Tore Svensson      |  |  | IF Elfsborg              |
| Verdediging |                    |  |  |                          |
|             | Ivan Bodin         |  |  | AIK Fotboll              |
|             | Erik Nilsson       |  |  | Malmö FF                 |
|             | Knut Nordahl       |  |  | IFK Norrköping           |
|             | Lennart Samuelsson |  |  | IF Elfsborg              |
| Middenveld  |                    |  |  |                          |
|             | Olle Åhlund        |  |  | Degerfors IF             |
|             | Sune Andersson     |  |  | AS Roma                  |
|             | Ingvar Gärd        |  |  | Malmö FF                 |
|             | Gunnar Johansson   |  |  | GAIS Göteborg            |
|             | Bror Mellberg      |  |  | Genoa CFC                |
| Aanval      |                    |  |  |                          |
|             | Bengt Berndtsson   |  |  | IFK Göteborg             |
|             | Hans Jeppson       |  |  | Djurgårdens IF           |
|             | Egon Jönsson       |  |  | Malmö FF                 |
|             | Stellan Nilsson    |  |  | Malmö FF                 |
|             | Karl-Erik Palmér   |  |  | Malmö FF                 |
|             | Ingvar Rydell      |  |  | Malmö FF                 |
|             | Lennart Skoglund   |  |  | FC Internazionale Milano |
|             | Stig Sundqvist     |  |  | IFK Norrköping           |
|             | Curt Svensson      |  |  | IS Halmia                |
|             | Börje Tapper       |  |  | Malmö FF                 |

| Doel        |                    |  |  |                          |
| 1           | Kalle Svensson     |  |  | Helsingborgs IF          |
| 12          | Tore Svensson      |  |  | Malmö FF                 |
| 16          | Ingemar Haraldsson |  |  | IF Elfsborg              |
| Verdediging |                    |  |  |                          |
| 2           | Orvar Bergmark     |  |  | Örebro SK                |
| 3           | Sven Axbom         |  |  | IFK Norrköping           |
| 13          | Prawitz Öberg      |  |  | Malmö FF                 |
| Middenveld  |                    |  |  |                          |
| 4           | Nils Liedholm      |  |  | AC Milan                 |
| 5           | Åke Johansson      |  |  | IFK Norrköping           |
| 6           | Sigge Parling      |  |  | Djurgårdens IF           |
| 8           | Gunnar Gren        |  |  | Örgryte IS               |
| 14          | Bengt Gustavsson   |  |  | Atalanta Bergamo         |
| 15          | Reino Börjesson    |  |  | Norrby IF                |
| 17          | Olle Håkansson     |  |  | IFK Norrköping           |
| 20          | Bror Mellberg      |  |  | AIK Fotboll              |
| Aanval      |                    |  |  |                          |
| 7           | Kurt Hamrin        |  |  | Padova                   |
| 9           | Agne Simonsson     |  |  | Örgryte IS               |
| 10          | Arne Selmosson     |  |  | SS Lazio                 |
| 11          | Lennart Skoglund   |  |  | FC Internazionale Milano |
| 18          | Gösta Löfgren      |  |  | Motala AIF               |
| 19          | Henry Källgren     |  |  | IFK Norrköping           |
| 21          | Bengt Berndtsson   |  |  | IFK Göteborg             |
| 22          | Ronald Johansson   |  |  | IFK Göteborg             |

| Doel        |                     |  |  |                         |
| 1           | Ronnie Hellström    |  |  | Hammarby IF             |
| 12          | Sven-Gunnar Larsson |  |  | Örebro SK               |
| 17          | Ronney Pettersson   |  |  | Djurgårdens IF          |
| Verdediging |                     |  |  |                         |
| 2           | Hans Selander       |  |  | Upsala IF               |
| 3           | Kurt Axelsson       |  |  | Club Brugge             |
| 4           | Björn Nordqvist     |  |  | IFK Norrköping          |
| 5           | Roland Grip         |  |  | AIK Fotboll             |
| 14          | Krister Kristensson |  |  | Malmö FF                |
| 15          | Leif Målberg        |  |  | IF Elfsborg             |
| 20          | Jan Olsson          |  |  | Åtvidabergs FF          |
| Middenveld  |                     |  |  |                         |
| 6           | Tommy Svensson      |  |  | Östers IF               |
| 8           | Leif Eriksson       |  |  | Örebro SK               |
| 11          | Örjan Persson       |  |  | Rangers Football Club   |
| 16          | Thomas Nordahl      |  |  | RSC Anderlecht          |
| 19          | Göran Nicklasson    |  |  | IFK Göteborg            |
| 21          | Inge Ejderstedt     |  |  | Östers IF               |
| Aanval      |                     |  |  |                         |
| 7           | Bo Larsson          |  |  | Malmö FF                |
| 9           | Ove Kindvall        |  |  | Feyenoord               |
| 10          | Ove Grahn           |  |  | Grasshopper Club Zürich |
| 13          | Claes Cronqvist     |  |  | Djurgårdens IF          |
| 18          | Tom Turesson        |  |  | Club Brugge             |
| 22          | Sten Pålsson        |  |  | GAIS Göteborg           |

| Doel        |                     |  |  |                         |
| 1           | Ronnie Hellström    |  |  | 1. FC Kaiserslautern    |
| 12          | Sven-Gunnar Larsson |  |  | Örebro SK               |
| 17          | Göran Hagberg       |  |  | Östers IF               |
| Verdediging |                     |  |  |                         |
| 2           | Jan Olsson          |  |  | Åtvidabergs FF          |
| 3           | Kent Karlsson       |  |  | Åtvidabergs FF          |
| 4           | Björn Nordqvist     |  |  | PSV Eindhoven           |
| 5           | Björn Andersson     |  |  | Östers IF               |
| 13          | Roland Grip         |  |  | IK Sirius               |
| 18          | Jörgen Augustsson   |  |  | Åtvidabergs FF          |
| Middenveld  |                     |  |  |                         |
| 6           | Ove Grahn           |  |  | Grasshopper Club Zürich |
| 7           | Bo Larsson          |  |  | Malmö FF                |
| 8           | Conny Torstensson   |  |  | FC Bayern München       |
| 14          | Staffan Tapper      |  |  | Malmö FF                |
| 15          | Benno Magnusson     |  |  | 1. FC Kaiserslautern    |
| 16          | Inge Ejderstedt     |  |  | Östers IF               |
| 19          | Claes Cronqvist     |  |  | Landskrona BoIS         |
| 20          | Sven Lindman        |  |  | Djurgårdens IF          |
| 21          | Örjan Persson       |  |  | Örgryte IS              |
| 22          | Thomas Ahlström     |  |  | IF Elfsborg             |
| Aanval      |                     |  |  |                         |
| 9           | Ove Kindvall        |  |  | IFK Norrköping          |
| 10          | Ralf Edström        |  |  | PSV Eindhoven           |
| 11          | Roland Sandberg     |  |  | 1. FC Kaiserslautern    |

| Doel        |                    |  |  |                        |
| 1           | Ronnie Hellström   |  |  | 1. FC Kaiserslautern   |
| 12          | Göran Hagberg      |  |  | Östers IF              |
| 17          | Jan Möller         |  |  | Malmö FF               |
| Verdediging |                    |  |  |                        |
| 2           | Hasse Borg         |  |  | Eintracht Braunschweig |
| 3           | Roy Andersson      |  |  | Malmö FF               |
| 4           | Björn Nordqvist    |  |  | IFK Göteborg           |
| 5           | Ingemar Erlandsson |  |  | Malmö FF               |
| 13          | Magnus Andersson   |  |  | Malmö FF               |
| 14          | Ronald Åhman       |  |  | Örebro SK              |
| 19          | Kent Karlsson      |  |  | IFK Eskilstuna         |
| 20          | Roland Andersson   |  |  | Malmö FF               |
| Middenveld  |                    |  |  |                        |
| 6           | Staffan Tapper     |  |  | Malmö FF               |
| 7           | Anders Linderoth   |  |  | Olympique Marseille    |
| 9           | Lennart Larsson    |  |  | FC Schalke 04          |
| 10          | Thomas Sjöberg     |  |  | Malmö FF               |
| 18          | Olle Nordin        |  |  | IFK Göteborg           |
| Aanval      |                    |  |  |                        |
| 8           | Bo Larsson         |  |  | Malmö FF               |
| 11          | Benny Wendt        |  |  | 1. FC Kaiserslautern   |
| 15          | Torbjörn Nilsson   |  |  | IFK Göteborg           |
| 16          | Conny Torstensson  |  |  | FC Zürich              |
| 21          | Sanny Åslund       |  |  | AIK Fotboll            |
| 22          | Ralf Edström       |  |  | IFK Göteborg           |

| Doel        |                   |  |  |                         |
| 1           | Sven Andersson    |  |  | Örgryte IS              |
| 12          | Lasse Eriksson    |  |  | IFK Norrköping          |
| 22          | Thomas Ravelli    |  |  | IFK Göteborg            |
| Verdediging |                   |  |  |                         |
| 2           | Jan Eriksson      |  |  | AIK Fotboll             |
| 3           | Glenn Hysén       |  |  | Liverpool               |
| 4           | Peter Larsson     |  |  | AFC Ajax                |
| 5           | Roger Ljung       |  |  | BSC Young Boys          |
| 6           | Roland Nilsson    |  |  | Sheffield Wednesday FC  |
| 14          | Joakim Nilsson    |  |  | Malmö FF                |
| 19          | Mats Gren         |  |  | Grasshopper Club Zürich |
| Middenveld  |                   |  |  |                         |
| 7           | Niclas Nyhlén     |  |  | Malmö FF                |
| 8           | Stefan Schwarz    |  |  | Malmö FF                |
| 9           | Leif Engqvist     |  |  | Malmö FF                |
| 10          | Klas Ingesson     |  |  | IFK Göteborg            |
| 11          | Ulrik Jansson     |  |  | Östers IF               |
| 13          | Anders Limpar     |  |  | US Cremonese            |
| 15          | Glenn Strömberg   |  |  | Atalanta Bergamo        |
| 16          | Jonas Thern       |  |  | SL Benfica              |
| Aanval      |                   |  |  |                         |
| 17          | Tomas Brolin      |  |  | IFK Norrköping          |
| 18          | Johnny Ekström    |  |  | AS Cannes               |
| 20          | Mats Magnusson    |  |  | SL Benfica              |
| 21          | Stefan Pettersson |  |  | AFC Ajax                |

| Doel        |                   |  |  |                     |
| 1           | Thomas Ravelli    |  |  | IFK Göteborg        |
| 12          | Lasse Eriksson    |  |  | IFK Norrköping      |
| 22          | Magnus Hedman     |  |  | AIK Fotboll         |
| Verdediging |                   |  |  |                     |
| 2           | Roland Nilsson    |  |  | Helsingborgs IF     |
| 3           | Patrik Andersson  |  |  | Borussia M'gladbach |
| 4           | Joachim Björklund |  |  | IFK Göteborg        |
| 5           | Roger Ljung       |  |  | MSV Duisburg        |
| 13          | Mikael Nilsson    |  |  | IFK Göteborg        |
| 14          | Pontus Kåmark     |  |  | IFK Göteborg        |
| 15          | Teddy Lučić       |  |  | Västra Frölunda IF  |
| Middenveld  |                   |  |  |                     |
| 6           | Stefan Schwarz    |  |  | Arsenal             |
| 8           | Klas Ingesson     |  |  | Sheffield Wednesday |
| 9           | Jonas Thern       |  |  | AS Roma             |
| 16          | Anders Limpar     |  |  | Everton             |
| 17          | Stefan Rehn       |  |  | IFK Göteborg        |
| 18          | Håkan Mild        |  |  | Servette FC Genève  |
| 21          | Jesper Blomqvist  |  |  | IFK Göteborg        |
| Aanval      |                   |  |  |                     |
| 7           | Henrik Larsson    |  |  | Feyenoord           |
| 10          | Martin Dahlin     |  |  | Borussia M'gladbach |
| 11          | Tomas Brolin      |  |  | Parma               |
| 19          | Kennet Andersson  |  |  | SM Caen             |
| 20          | Magnus Erlingmark |  |  | IFK Göteborg        |

| Doel        |                      |  |  |                |
| 1           | Magnus Hedman        |  |  | Coventry City  |
| 12          | Magnus Kihlstedt     |  |  | FC Kopenhagen  |
| 23          | Andreas Isaksson     |  |  | Djurgårdens IF |
| Verdediging |                      |  |  |                |
| 2           | Olof Mellberg        |  |  | Aston Villa    |
| 3           | Patrik Andersson     |  |  | Barcelona      |
| 4           | Johan Mjällby        |  |  | Celtic         |
| 5           | Michael Svensson     |  |  | Troyes AC      |
| 13          | Tomas Antonelius     |  |  | FC Kopenhagen  |
| 14          | Erik Edman           |  |  | sc Heerenveen  |
| 15          | Andreas Jakobsson    |  |  | Hansa Rostock  |
| 16          | Teddy Lučić          |  |  | AIK Fotboll    |
| Middenveld  |                      |  |  |                |
| 6           | Tobias Linderoth     |  |  | Everton        |
| 7           | Niclas Alexandersson |  |  | Everton        |
| 8           | Anders Svensson      |  |  | Southampton    |
| 9           | Fredrik Ljungberg    |  |  | Arsenal        |
| 17          | Magnus Svensson      |  |  | Brøndby IF     |
| 19          | Pontus Farnerud      |  |  | AS Monaco      |
| 20          | Daniel Andersson     |  |  | Venezia FC     |
| Aanval      |                      |  |  |                |
| 10          | Marcus Allbäck       |  |  | sc Heerenveen  |
| 11          | Henrik Larsson       |  |  | Celtic         |
| 18          | Mattias Jonson       |  |  | Brøndby IF     |
| 21          | Zlatan Ibrahimović   |  |  | AFC Ajax       |
| 22          | Andreas Andersson    |  |  | AIK Fotboll    |

| Doel        |                       |  |  |                     |
| 1           | Andreas Isaksson      |  |  | Stade Rennais       |
| 12          | John Alvbåge          |  |  | Viborg FF           |
| 23          | Rami Shaaban          |  |  | Fredrikstad FK      |
| Verdediging |                       |  |  |                     |
| 3           | Olof Mellberg         |  |  | Aston Villa         |
| 4           | Teddy Lučić           |  |  | BK Häcken           |
| 5           | Erik Edman            |  |  | Stade Rennes        |
| 13          | Petter Hansson        |  |  | sc Heerenveen       |
| 14          | Fredrik Stenman       |  |  | Bayer 04 Leverkusen |
| 15          | Karl Svensson         |  |  | IFK Göteborg        |
| Middenveld  |                       |  |  |                     |
| 2           | Mikael Nilsson        |  |  | Panathinaikos       |
| 6           | Tobias Linderoth      |  |  | FC Kopenhagen       |
| 7           | Niclas Alexandersson  |  |  | IFK Göteborg        |
| 8           | Anders Svensson       |  |  | IF Elfsborg         |
| 9           | Fredrik Ljungberg     |  |  | Arsenal             |
| 16          | Kim Källström         |  |  | Stade Rennais       |
| 19          | Daniel Andersson      |  |  | Malmö FF            |
| 21          | Christian Wilhelmsson |  |  | RSC Anderlecht      |
| Aanval      |                       |  |  |                     |
| 10          | Zlatan Ibrahimović    |  |  | Juventus            |
| 11          | Henrik Larsson        |  |  | Barcelona           |
| 17          | Johan Elmander        |  |  | Brøndby IF          |
| 18          | Mattias Jonson        |  |  | Djurgårdens IF      |
| 20          | Marcus Allbäck        |  |  | FC Kopenhagen       |
| 22          | Markus Rosenberg      |  |  | AFC Ajax            |

### Europees kampioenschap
| Doel        |                   |  |  |                       |
| 1           | Thomas Ravelli    |  |  | IFK Göteborg          |
| 12          | Lars Eriksson     |  |  | IFK Norrköping        |
| Verdediging |                   |  |  |                       |
| 2           | Roland Nilsson    |  |  | Sheffield Wednesday   |
| 3           | Jan Eriksson      |  |  | IFK Norrköping        |
| 4           | Patrik Andersson  |  |  | Malmö FF              |
| 5           | Joachim Björklund |  |  | SK Brann              |
| 13          | Mikael Nilsson    |  |  | IFK Göteborg          |
| 14          | Magnus Erlingmark |  |  | Örebro SK             |
| 18          | Roger Ljung       |  |  | FC Admira/Wacker Wien |
| Middenveld  |                   |  |  |                       |
| 6           | Stefan Schwarz    |  |  | SL Benfica            |
| 7           | Klas Ingesson     |  |  | KV Mechelen           |
| 8           | Stefan Rehn       |  |  | IFK Göteborg          |
| 9           | Jonas Thern       |  |  | SL Benfica            |
| 10          | Anders Limpar     |  |  | Arsenal               |
| 15          | Jan Jansson       |  |  | Östers IF             |
| 19          | Joakim Nilsson    |  |  | Sporting Gijón        |
| Aanval      |                   |  |  |                       |
| 11          | Tomas Brolin      |  |  | Parma                 |
| 16          | Kennet Andersson  |  |  | KV Mechelen           |
| 17          | Martin Dahlin     |  |  | Borussia M'gladbach   |
| 20          | Johnny Ekström    |  |  | IFK Göteborg          |

| Doel        |                      |  |  |                      |
| 1           | Magnus Hedman        |  |  | Coventry City        |
| 12          | Magnus Kihlstedt     |  |  | SK Brann             |
| 22          | Mattias Asper        |  |  | AIK Fotboll          |
| Verdediging |                      |  |  |                      |
| 2           | Roland Nilsson       |  |  | Helsingborgs IF      |
| 3           | Patrik Andersson     |  |  | FC Bayern München    |
| 4           | Joachim Björklund    |  |  | Valencia CF          |
| 5           | Teddy Lučić          |  |  | AIK Fotboll          |
| 6           | Gary Sundgren        |  |  | Real Zaragoza        |
| 8           | Tomas Antonelius     |  |  | Coventry City        |
| 14          | Olof Mellberg        |  |  | Racing Santander     |
| 17          | Johan Mjällby        |  |  | Celtic               |
| Middenveld  |                      |  |  |                      |
| 7           | Håkan Mild           |  |  | IFK Göteborg         |
| 9           | Fredrik Ljungberg    |  |  | Arsenal              |
| 11          | Niclas Alexandersson |  |  | Sheffield Wednesday  |
| 13          | Magnus Svensson      |  |  | Brøndby IF           |
| 15          | Daniel Andersson     |  |  | SSC Bari             |
| 16          | Anders Andersson     |  |  | Aalborg BK           |
| Aanval      |                      |  |  |                      |
| 10          | Jörgen Pettersson    |  |  | 1. FC Kaiserslautern |
| 18          | Yksel Osmanovski     |  |  | SSC Bari             |
| 19          | Kennet Andersson     |  |  | Bologna              |
| 20          | Henrik Larsson       |  |  | Celtic               |
| 21          | Marcus Allbäck       |  |  | sc Heerenveen        |

| Doel        |                       |  |  |                     |
| 1           | Andreas Isaksson      |  |  | Djurgårdens IF      |
| 12          | Magnus Hedman         |  |  | US Anconita ASD     |
| 23          | Magnus Kihlstedt      |  |  | FC Kopenhagen       |
| Verdediging |                       |  |  |                     |
| 2           | Teddy Lučić           |  |  | Bayer 04 Leverkusen |
| 3           | Olof Mellberg         |  |  | Aston Villa         |
| 4           | Johan Mjällby         |  |  | Celtic              |
| 5           | Erik Edman            |  |  | sc Heerenveen       |
| 13          | Petter Hansson        |  |  | sc Heerenveen       |
| 14          | Alexander Östlund     |  |  | Hammarby IF         |
| 15          | Andreas Jakobsson     |  |  | Brøndby IF          |
| 22          | Erik Wahlstedt        |  |  | Helsingborgs IF     |
| Middenveld  |                       |  |  |                     |
| 6           | Tobias Linderoth      |  |  | Everton             |
| 7           | Mikael Nilsson        |  |  | Halmstads BK        |
| 8           | Anders Svensson       |  |  | Southampton         |
| 9           | Fredrik Ljungberg     |  |  | Arsenal             |
| 16          | Kim Källström         |  |  | Stade Rennais       |
| 17          | Anders Andersson      |  |  | CF Belenenses       |
| 19          | Pontus Farnerud       |  |  | RC Strasbourg       |
| 21          | Christian Wilhelmsson |  |  | RSC Anderlecht      |
| Aanval      |                       |  |  |                     |
| 10          | Zlatan Ibrahimović    |  |  | AFC Ajax            |
| 11          | Henrik Larsson        |  |  | Celtic              |
| 18          | Mattias Jonson        |  |  | Brøndby IF          |
| 20          | Marcus Allbäck        |  |  | Aston Villa         |

| Doel        |                       |  |  |                          |
| 1           | Andreas Isaksson      |  |  | Manchester City          |
| 12          | Rami Shaaban          |  |  | Hammarby IF              |
| 13          | Johan Wiland          |  |  | IF Elfsborg              |
| Verdediging |                       |  |  |                          |
| 3           | Olof Mellberg         |  |  | Aston Villa              |
| 4           | Petter Hansson        |  |  | Stade Rennais            |
| 5           | Fredrik Stoor         |  |  | Rosenborg BK             |
| 14          | Daniel Majstorović    |  |  | FC Basel                 |
| 15          | Andreas Granqvist     |  |  | Helsingborgs IF          |
| 23          | Mikael Dorsin         |  |  | CFR Cluj                 |
| Middenveld  |                       |  |  |                          |
| 2           | Mikael Nilsson        |  |  | Panathinaikos            |
| 6           | Tobias Linderoth      |  |  | Galatasaray              |
| 7           | Niclas Alexandersson  |  |  | IFK Göteborg             |
| 8           | Anders Svensson       |  |  | IF Elfsborg              |
| 9           | Fredrik Ljungberg     |  |  | West Ham United          |
| 16          | Kim Källström         |  |  | Olympique Lyonnais       |
| 18          | Sebastian Larsson     |  |  | Birmingham City          |
| 19          | Daniel Andersson      |  |  | Malmö FF                 |
| 21          | Christian Wilhelmsson |  |  | Deportivo La Coruña      |
| Aanval      |                       |  |  |                          |
| 10          | Zlatan Ibrahimović    |  |  | FC Internazionale Milano |
| 11          | Johan Elmander        |  |  | Toulouse                 |
| 17          | Henrik Larsson        |  |  | Helsingborgs IF          |
| 20          | Marcus Allbäck        |  |  | FC Kopenhagen            |
| 22          | Markus Rosenberg      |  |  | Werder Bremen            |

| Doel        |                       |  |  |                         |
| 1           | Andreas Isaksson      |  |  | PSV Eindhoven           |
| 12          | Johan Wiland          |  |  | FC Kopenhagen           |
| 23          | Pär Hansson           |  |  | Helsingborgs IF         |
| Verdediging |                       |  |  |                         |
| 2           | Mikael Lustig         |  |  | Celtic                  |
| 3           | Olof Mellberg         |  |  | Olympiakos Piraeus      |
| 4           | Andreas Granqvist     |  |  | Genoa                   |
| 5           | Martin Olsson         |  |  | Blackburn Rovers        |
| 13          | Jonas Olsson          |  |  | West Bromwich Albion FC |
| 15          | Mikael Antonsson      |  |  | Bologna                 |
| 17          | Behrang Safari        |  |  | RSC Anderlecht          |
| Middenveld  |                       |  |  |                         |
| 6           | Rasmus Elm            |  |  | AZ Alkmaar              |
| 7           | Sebastian Larsson     |  |  | Sunderland              |
| 8           | Anders Svensson       |  |  | IF Elfsborg             |
| 9           | Kim Källström         |  |  | Olympique Lyonnais      |
| 14          | Tobias Hysén          |  |  | IFK Göteborg            |
| 16          | Pontus Wernbloom      |  |  | CSKA Moskou             |
| 18          | Samuel Holmén         |  |  | Istanbul Başakşehir     |
| 21          | Christian Wilhelmsson |  |  | Al-Hilal                |
| Aanval      |                       |  |  |                         |
| 10          | Zlatan Ibrahimović    |  |  | AC Milan                |
| 11          | Johan Elmander        |  |  | Galatasaray             |
| 19          | Emir Bajrami          |  |  | FC Twente               |
| 20          | Ola Toivonen          |  |  | PSV Eindhoven           |
| 22          | Markus Rosenberg      |  |  | Werder Bremen           |

| Doel        |                     |  |  |                         |
| 1           | Andreas Isaksson    |  |  | Kasımpaşa SK            |
| 12          | Robin Olsen         |  |  | FC Kopenhagen           |
| 23          | Patrik Carlgren     |  |  | AIK Fotboll             |
| Verdediging |                     |  |  |                         |
| 2           | Mikael Lustig       |  |  | Celtic                  |
| 3           | Erik Johansson      |  |  | FC Kopenhagen           |
| 4           | Andreas Granqvist   |  |  | FK Krasnodar            |
| 5           | Martin Olsson       |  |  | Norwich City            |
| 13          | Pontus Jansson      |  |  | Torino                  |
| 14          | Victor Lindelöf     |  |  | SL Benfica              |
| 17          | Ludwig Augustinsson |  |  | FC Kopenhagen           |
| Middenveld  |                     |  |  |                         |
| 6           | Emil Forsberg       |  |  | RB Leipzig              |
| 7           | Sebastian Larsson   |  |  | Sunderland              |
| 8           | Albin Ekdal         |  |  | Hamburger SV            |
| 9           | Kim Källström       |  |  | Grasshopper Club Zürich |
| 15          | Oscar Hiljemark     |  |  | SSD Palermo             |
| 16          | Pontus Wernbloom    |  |  | CSKA Moskou             |
| 18          | Oscar Lewicki       |  |  | Malmö FF                |
| Aanval      |                     |  |  |                         |
| 10          | Zlatan Ibrahimović  |  |  | Paris Saint-Germain     |
| 11          | Marcus Berg         |  |  | Panathinaikos           |
| 19          | Emir Kujović        |  |  | IFK Norrköping          |
| 20          | John Guidetti       |  |  | Celta de Vigo           |
| 21          | Jimmy Durmaz        |  |  | Olympiakos Piraeus      |
| 22          | Erkan Zengin        |  |  | Trabzonspor             |

 Albanië ·  Andorra ·  Armenië ·  Azerbeidzjan ·  België ·  Bosnië en Herzegovina ·  Bulgarije ·  Cyprus ·  Denemarken ·  Duitsland ·  Engeland ·  Estland ·  Faeröer ·  Finland ·  Frankrijk ·  Georgië ·  Gibraltar ·  Griekenland ·  Hongarije ·  Ierland ·  IJsland ·  Israël ·  Italië ·  Kazachstan ·  Kosovo ·  Kroatië ·  Letland ·  Liechtenstein ·  Litouwen ·  Luxemburg ·  Malta ·  Moldavië ·  Montenegro ·  Nederland ·  Noord-Ierland ·  Noord-Macedonië ·  Noorwegen ·  Oekraïne ·  Oostenrijk ·  Polen ·  Portugal ·  Roemenië ·  Rusland ·  San Marino ·  Schotland ·  Servië ·  Slovenië ·  Slowakije ·  Spanje ·  Tsjechië ·  Turkije ·  Wales ·  Wit-Rusland ·  Zweden ·  Zwitserland
 Bohemen ·  Bohemen en Moravië ·  Duitse Democratische Republiek ·  Ierland ·  Joegoslavië ·  Servië en Montenegro ·  Tsjecho-Slowakije ·  GOS ·  Saarland ·  Sovjet-Unie
SvFF · A-internationals · Selecties · Bondscoaches · Zweeds vrouwenelftal · Olympisch elftal · Zweden U21 · Zweden U20 · Zweden U19 · Zweden U18 · Zweden U17 · Zweden U16 · Vrouwen U17
1908 – 1919 ·
1920 – 1929 ·
1930 – 1939 ·
1940 – 1949 ·
1950 – 1959 ·
1960 – 1969 ·
1970 – 1979 ·
1980 – 1989 ·
1990 – 1999 ·
2000 – 2009 ·
2010 – 2019 ·
2020 − 2029
EK 1960 · 
EK 1964 · 
EK 1968 · 
EK 1972 · 
EK 1976 · 
EK 1980 · 
EK 1984 · 
EK 1988 · 
EK 1992 ·
EK 1996 · 
EK 2000 ·
EK 2004 ·
EK 2008 ·
EK 2012 · 
EK 2016 · 
EK 2020
WK 1930 · 
WK 1934 ·
WK 1938 ·
WK 1950 ·
WK 1954 · 
WK 1958 ·
WK 1962 · 
WK 1966 · 
WK 1970 ·
WK 1974 ·
WK 1978 ·
WK 1982 · 
WK 1986 · 
WK 1990 ·
WK 1994 ·
WK 1998 · 
WK 2002 ·
WK 2006 ·
WK 2010 · 
WK 2014 · 
WK 2018
OS 1908 · 
OS 1912 · 
OS 1920 · 
OS 1924 · 
OS 1928 · 
OS 1932 · 
OS 1936 · 
OS 1948 · 
OS 1952 · 
OS 1956 · 
OS 1964 · 
OS 1968 · 
OS 1972 · 
OS 1976 · 
OS 1980 · 
OS 1984 · 
OS 1988 · 
OS 1992 · 
OS 1996 · 
OS 2000 · 
OS 2004 · 
OS 2008 · 
OS 2012 · 
OS 2016
1908 · 
1909 · 
1910 · 
1911 · 
1912 · 
1913 · 
1914 · 
1915 · 
1916 · 
1917 · 
1918 · 
1919 · 
1920 · 
1921 · 
1922 · 
1923 · 
1924 · 
1925 · 
1926 · 
1927 · 
1928 · 
1929 · 
1930 · 
1931 · 
1932 · 
1933 · 
1934 · 
1935 · 
1936 · 
1937 · 
1938 · 
1939 · 
1940 ·
1941 ·
1942 ·
1943 ·
1944  ·
1945 · 
1946 · 
1947 · 
1948 · 
1949 · 
1950 · 
1952 · 
1952 · 
1953 · 
1954 · 
1955 · 
1956 · 
1957 · 
1958 · 
1959 ·
1960 · 
1961 · 
1962 · 
1963 · 
1964 · 
1965 · 
1966 · 
1967 · 
1968 · 
1969 ·
1970 · 
1971 · 
1972 · 
1973 · 
1974 · 
1975 · 
1976 · 
1977 · 
1978 · 
1979 ·
1980 · 
1981 · 
1982 · 
1983 · 
1984 · 
1985 · 
1986 · 
1987 · 
1988 · 
1989 · 
1990 · 
1991 · 
1992 · 
1993 · 
1994 · 
1995 · 
1996 · 
1997 · 
1998 · 
1999 · 
2000 · 
2001 · 
2002 · 
2003 · 
2004 · 
2005 · 
2006 · 
2007 · 
2008 · 
2009 · 
2010 · 
2011 · 
2012 · 
2013 · 
2014 · 
2015 · 
2016 · 
2017 · 
2018 ·
2019 ·
2020 ·
2021
Albanië ·
Algerije ·
Argentinië ·
Armenië ·
Australië ·
Azerbeidzjan ·
Bahrein ·
Barbados ·
België ·
Bosnië en Herzegovina ·
Botswana ·
Brazilië ·
Bulgarije ·
Chili ·
China ·
Colombia ·
Costa Rica ·
Cuba ·
Cyprus ·
DDR ·
Denemarken ·
Duitsland ·
Ecuador ·
Egypte ·
Engeland ·
Estland ·
Faeröer ·
Finland ·
Frankrijk ·
Georgië ·
Griekenland ·
Hongarije ·
Ierland ·
IJsland ·
Iran ·
Israël ·
Italië ·
Ivoorkust ·
Jamaica ·
Japan ·
Joegoslavië ·
Jordanië ·
Kameroen ·
Kazachstan ·
Kosovo ·
Kroatië ·
Letland ·
Liechtenstein ·
Litouwen ·
Luxemburg ·
Maleisië ·
Malta ·
Mexico ·
Moldavië ·
Montenegro ·
Nederland ·
Nieuw-Zeeland ·
Nigeria ·
Noord-Ierland ·
Noord-Korea ·
Noord-Macedonië ·
Noorwegen ·
Oekraïne ·
Oezbekistan ·
Oman ·
Oostenrijk ·
Paraguay ·
Peru ·
Polen ·
Portugal ·
Qatar ·
Roemenië ·
Rusland ·
San Marino ·
Saoedi-Arabië ·
Schotland ·
Senegal ·
Servië ·
Singapore ·
Slovenië ·
Slowakije ·
Sovjet-Unie ·
Spanje ·
Syrië ·
Thailand ·
Trinidad en Tobago ·
Tsjechië ·
Tsjecho-Slowakije ·
Tunesië ·
Turkije ·
Uruguay ·
Venezuela ·
Verenigde Arabische Emiraten ·
Verenigde Staten ·
Verenigd Koninkrijk ·
Wales ·
Wit-Rusland ·
Zuid-Afrika ·
Zuid-Korea ·
Zwitserland
Brazilië (1958) ·
Duitsland (2006) ·
Duitsland (2018) ·
Engeland (2006) ·
Engeland (2012) ·
Engeland (2018) ·
Frankrijk (2012) ·
Griekenland (2008) ·
Ierland (2016) ·
Italië (2016) ·
Mexico (2018) ·
Oekraïne (2012) ·
Oekraïne (2021) ·
Paraguay (2006) ·
Polen (2021) ·
Rusland (2008) ·
Slowakije (2021) ·
Spanje (2008) ·
Spanje (2021) ·
Trinidad en Tobago (2006) ·
Zuid-Korea (2018) ·
Zwitserland (2018)